# Mar

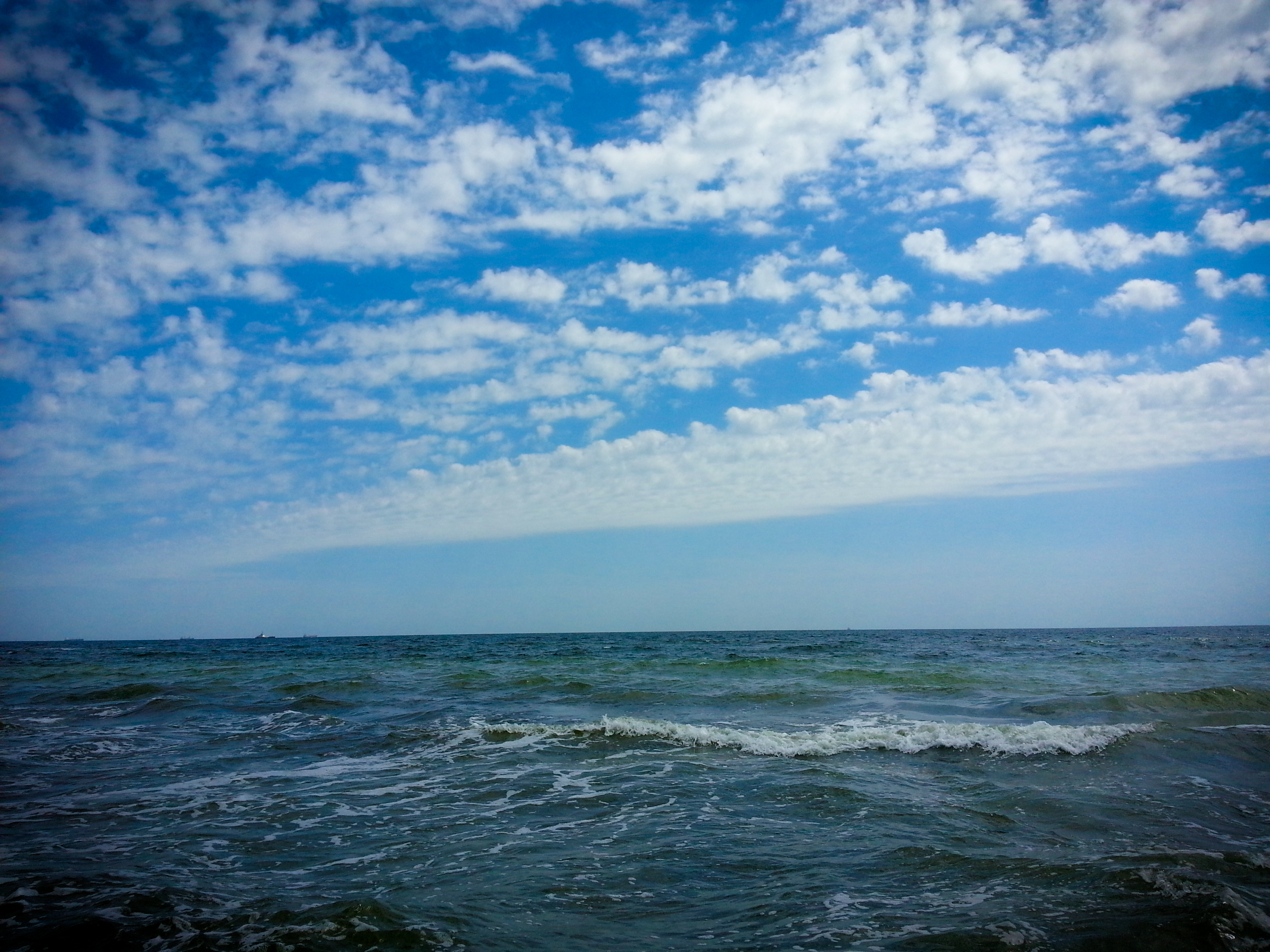
Componente vital da biosfera, o mar contém 97,2% de toda a água presente na Terra.

Mar é um grande corpo de água salgada cercado por terra em parte ou em totalidade. Mais amplamente, o mar — com o artigo definido — é o sistema interconectado de águas dos oceanos, considerado um oceano global ou o conjunto das várias divisões oceânicas principais. Ele modera o clima da Terra e desempenha importante papel nos ciclos hídrico, do carbono e do nitrogênio. Embora tenha sido canal para viagens e explorações desde a pré-história, seu estudo científico contemporâneo, a oceanografia, data da expedição Challenger britânica, durante a década de 1870. O mar é, por convenção, dividido por até cinco grandes seções oceânicas, entre elas as instituídas pela Organização Hidrográfica Internacional, que são o Atlântico, Pacífico, Índico e Ártico, mais o Antártico.
Em decorrência do estado da deriva continental, o hemisfério norte apresenta uma razoável proporção entre terra e mar (cerca de 2:3), enquanto o sul é predominantemente oceânico (1:4.7). A salinidade em alto mar é, em geral, de aproximadamente 3.5% de massa, não obstante isso varie em águas fechadas, proximamente a bocas de grandes rios ou a grandes profundidades. Cerca de 85% dos sólidos em mar aberto são cloreto de sódio. As correntes de mar profundo surgem a partir de diferenças salinas e de temperatura; os cursos de superfície, por sua vez, são formados pelo atrito de ondas produzidas por ventos e marés. Já as mudanças locais no nível do mar originam-se a partir da gravidade da Lua e do Sol. A direção de tudo isso é atribuída às massas de terra de superfície e submarinas e à rotação da Terra, por meio da força inercial de Coriolis.
Antigas mudanças nos níveis marítimos provocaram a formação de plataformas continentais, áreas rasas próximas à terra. As águas dessas áreas, ricas em nutrientes, são abundantes em vida, provendo aos humanos suprimentos essenciais para alimento — sobretudo peixes, mas também mariscos, mamíferos e macroalgas, por exemplo — que são tanto colhidos em estado selvagem quanto cultivados em viveiro. As áreas mais diversificadas são cercadas por grandes recifes de coral tropicais. A baleação já foi uma atividade comum, mas a redução dos números de tais animais induziu o surgimento de esforços internacionais de conservação e uma consequente moratória à maior parte da caça comercial. A oceanografia estabeleceu que nem toda forma de vida marítima é restrita a águas de superfície iluminada pelo Sol; mesmo a grandes profundidades e pressão, nutrientes que fluem de fontes hidrotermais mantêm seu próprio e único ecossistema. A vida pode ter tido início nesses locais, e microorganismos aquáticos são geralmente creditados pelo grande evento de oxigenação da atmosfera terrestre. Acredita-se que tanto vegetais quanto animais teriam evoluído a partir dos mares.
Tem-se o mar como um dos elementos essenciais do comércio, do transporte, da extração mineral, da geração de força e energia e do militarismo. Ele é, ainda, um fator determinante na exposição de cidades e populações a terremotos e vulcões de falhas geológicas próximas; a tsunamis; e a ciclones produzidos em zonas tropicais. Sua significância e dualidade — construída pela interpretação humana de suas características, tanto benéficas quanto perigosas — tiveram imensurável efeito no desenvolvimento da cultura das sociedades, das mudanças socioculturais do intercâmbio colombiano à Odisseia de Homero e às divindades aquáticas; dos funerais viquingues à Grande Onda de Kanagawa de Hokusai e aos filmes blockbusters da contemporaneidade; do Holandês Voador de Richard Wagner à Tempestade de William Shakespeare e ao Leviatã. Ele é, também, um local de atividades de lazer, estando a natação, o mergulho, o surfe e o iatismo entre as mais populares. O mar sofre, entretanto, constantes danos, como os do fenômeno da absorção de dióxido de carbono atmosférico em grandes quantidades, diminuindo seu pH num processo denominado acidificação oceânica. O crescimento populacional humano e o uso não sustentável dos recursos marítimos advindo da industrialização e da aquacultura intensiva, por exemplo, têm contribuído para a intensificação da poluição e de outros problemas ambientais.

## Definição

O sistema interconectado dos oceanos e suas várias divisões.

Após o fortalecimento do uso indiscriminado dos termos ao longo do tempo, não restaram consideráveis diferenças de definição entre "mar" e "oceano", embora o primeiro seja tido como um menor corpo de água — com exceção do mar dos Sargaços, criado pelo Giro do Atlântico Norte(p90) — cercado por terras na escala de países, e o segundo, em comparação, banhe múltiplos continentes. Mares são geralmente maiores que lagos e contêm água salgada. Há, contudo, casos peculiares no tocante à utilização do vocábulo, como o do mar da Galileia, um lago de água doce que, por motivos históricos e culturais, mantém seu nome. Não há, entretanto, uma designação técnica universalmente aceita entre os oceanógrafos. No campo do direito internacional, a Convenção das Nações Unidas sobre o Direito do Mar decretou que toda a totalidade do oceano é "o mar". Por convenção, ele tem até cinco grandes seções oceânicas, entre elas as instituídas pela Organização Hidrográfica Internacional, que são o Atlântico, Pacífico, Índico e Ártico, mais o Antártico.

## Ciência física

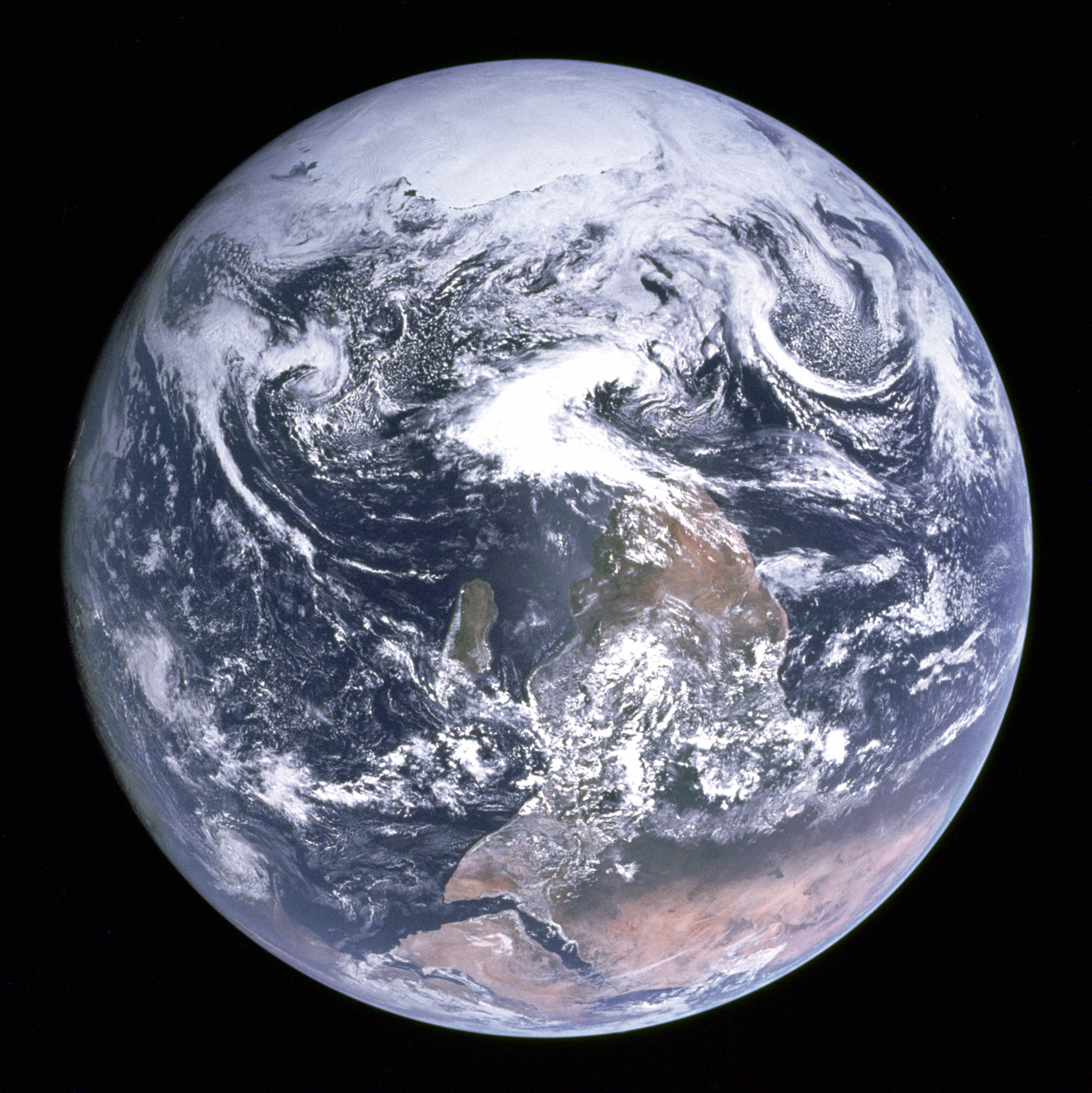
The Blue Marble em sua representação original (de ponta-cabeça), exibindo a confluência entre os oceanos Índico e Atlântico no cabo da Boa Esperança.

A Terra é o único planeta conhecido a abrigar água líquida em sua superfície e, portanto, o único a possuir mares,(p22) embora Marte seja dotada dessa substância em estado sólido nas suas calotas de gelo permanente e em vapor na sua atmosfera, além da possibilidade aberta de existência de planetas similares à Terra em outros sistemas, onde também podem existir mares e oceanos. A origem da água na Terra ainda é incerta; porém, visto do espaço sideral, o planeta parece uma "bola azul" com vários componentes, entre oceanos, calotas de gelo e nuvens. A relação entre água e terra no hemisfério Norte do globo é de cerca de 2:3, enquanto que o valor no Sul é de 1:4.7. Estima-se que exista 1 335 000 000 km³ de mar, volume representativo de aproximadamente 97,2 porcento da água conhecida, cobrindo mais de setenta porcento da superfície.(p7) Ainda, cerca de 2,15% da água terrestre está congelada e localiza-se nos mares que cobrem o oceano Ártico, nas calotas da Antártida e adjacências, além das várias geleiras e depósitos de superfície por todo o mundo. O restante, por volta de 0,65%, constitui os reservatórios subterrâneos ou os vários estágios do ciclo da água, abrigando a água doce encontrada e usada pela maior parte das formas de vida: vapor no ar, nas nuvens e em suas chuvas, além de lagos e rios espontaneamente formados com os fluxos marítimos. Notando a tamanha dominância e influência do mar sobre o planeta, o escritor britânico Arthur C. Clarke uma vez disse que a Terra teria sido melhor nomeada de "Oceano".(p7)
O estudo científico da água no planeta e seu ciclo é chamado de hidrologia; já a hidrodinâmica dedica-se à física da substância em movimento. As pesquisas mais recentes sobre o mar em particular são fruto da oceanografia. Elas foram iniciadas a partir de inquietações acerca das formas de corrente oceânica, expandindo-se, após, enquanto campo multidisciplinar. Essa vertente científica estuda, por exemplo, as propriedades da água do mar; das ondas, marés e correntes; mapeia litorais e analisa solos oceânicos; além de investigar a vida marinha. O subcampo que lida com o movimento dos mares, suas forças e forças nele atuantes é conhecido como oceanografia física. Já a biologia marinha (ou oceanografia biológica) debruça-se sobre as plantas, animais e outros organismos habitantes dos ecossistemas marinhos. Nesse grupo de subcampos, também está a oceanografia química, relacionada ao comportamento de elementos e moléculas nos oceanos, em particular o ciclo do carbono e o papel do dióxido de carbono na crescente acidificação das águas do mar. As geografias marinha e marítima dissertam sobre as formas e formações dos grandes corpos de água, enquanto a geologia marinha (ou oceanografia geológica) provê as evidências da deriva continental e da composição e estrutura da Terra, clarificando o processo de sedimentação e assistindo o estudo do vulcanismo e da sismologia.

### Água do mar

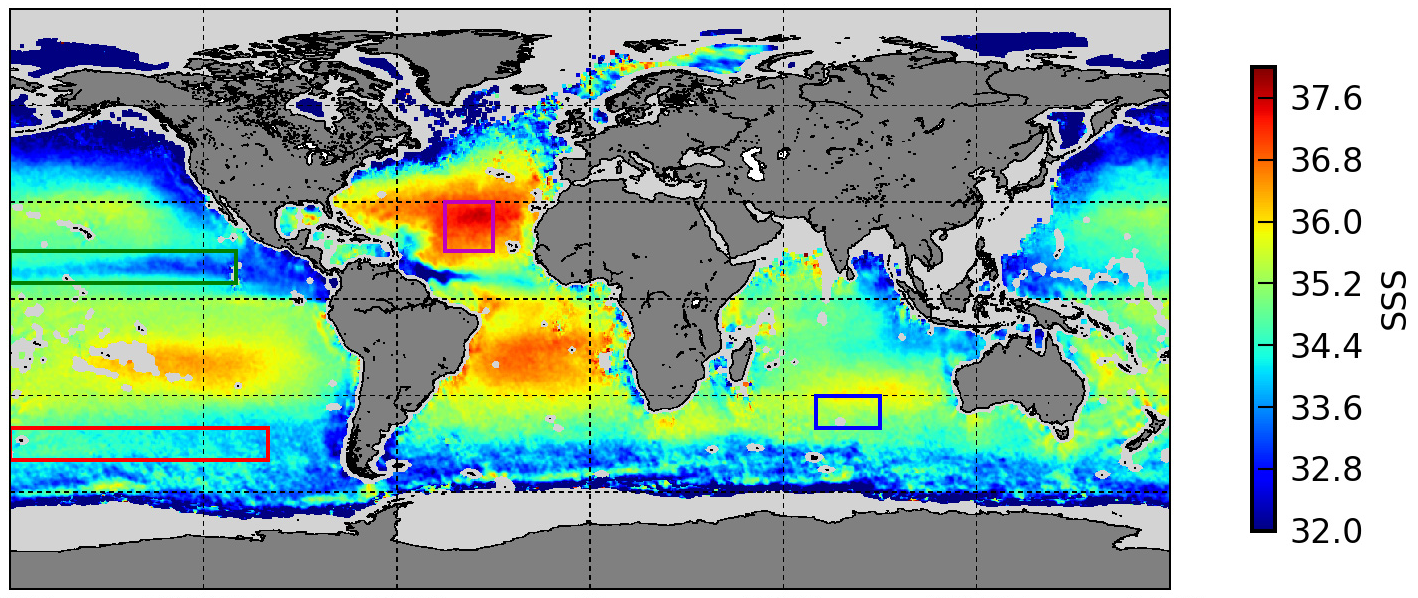
Médias globais da salinidade da superfície oceânica, produzidas pelo satélite SMOS, da Agência Espacial Europeia, em 2011. O índice salino varia de 32‰ (azul) a 38‰ (vermelho).

A água do mar é, via de regra, salgada. Embora o índice de salinidade possa variar, cerca de 90% das águas oceânicas têm 34–35 g (1,2 oz) de sólidos dissolvidos por litro, o que produz uma medida salina de 3,4 e 3,5%. Para a fácil descrição de pequenas diferenças, contudo, os oceanógrafos indicam usualmente esse índice em permilagem (‰) ou parte por mil em vez de percentagem. Tais estimativas acerca das águas de superfície no hemisfério norte são geralmente próximas à marca de 34‰, enquanto que 35‰ é a média do hemisfério sul. Os solutos oceânicos vêm tanto do afluxo dos rios quanto do fundo do mar, sendo estável a sua composição relativa: sódio (Na) e cloreto (Cl) perfazem cerca de 85% e o restante divide-se entre magnésio (Mg), cálcio (Ca), sulfato (SO₄), carbonato (CO₃) e brometos. Na ausência de poluição, a água do mar não seria danosa para o consumo oral, exceto por possuir gosto acentuadamente salgado; similarmente, não é possível usá-la para irrigação da maior parte das plantas sem anterior dessalinização.
| Soluto          | ‰ de água (massa) | ‰ de água (massa) | % do total de soluto | % do total de soluto |
| --------------- | ----------------- | ----------------- | -------------------- | -------------------- |
| Cloreto         | 19                | .3                | 55                   | .0                   |
| Sódio           | 10                | .8                | 30                   | .6                   |
| Sulfato         | 2                 | .7                | 7                    | .7                   |
| Magnésio        | 1                 | .3                | 3                    | .7                   |
| Cálcio          | 0                 | .41               | 1                    | .2                   |
| Potássio        | 0                 | .40               | 1                    | .1                   |
| Bicarbonato     | 0                 | .10               | 0                    | .4                   |
| Brometos        | 0                 | .07               | 0                    | .2                   |
| Carbonato       | 0                 | .01               | 0                    | .05                  |
| Estrôncio       | 0                 | .01               | 0                    | .04                  |
| Borato          | 0                 | .01               | 0                    | .01                  |
| Fluoreto        | 0                 | .001              | < 0                  | .01                  |
| Todos os outros | < 0               | .001              | < 0                  | .01                  |

Variações de salinidade podem ser causadas por muitos fatores: o movimento de correntes entre os mares; o afluxo de água doce de rios e geleiras; a precipitação; a formação e o derretimento de bancos de gelo; e a evaporação, que por sua vez é afetada pela temperatura, ventos e ondas. Por exemplo, o nível superior do mar Báltico possui pouca salinidade (de 10 a 15‰) em decorrência da parca evaporação nas baixas temperaturas do ambiente em que ele se insere; também, pela grande quantidade de afluxo de rios que ele recebe; e ainda porque sua conexão com o mar do Norte tende a criar uma densa camada subaquática que dificilmente se mistura com as águas de superfície. Como caso contrastante, o mar Vermelho, entre o Saara e o deserto da Arábia, tem alto índice de produção de vapor e pouca precipitação, além de poucos e sazonais afluxos e estreitas conexões com grandes corpos de água próximos, notadamente o canal de Suez ao norte e o Bab-el-Mandeb ao sul; tais características são determinantes para sua salinidade de cerca de 40‰.

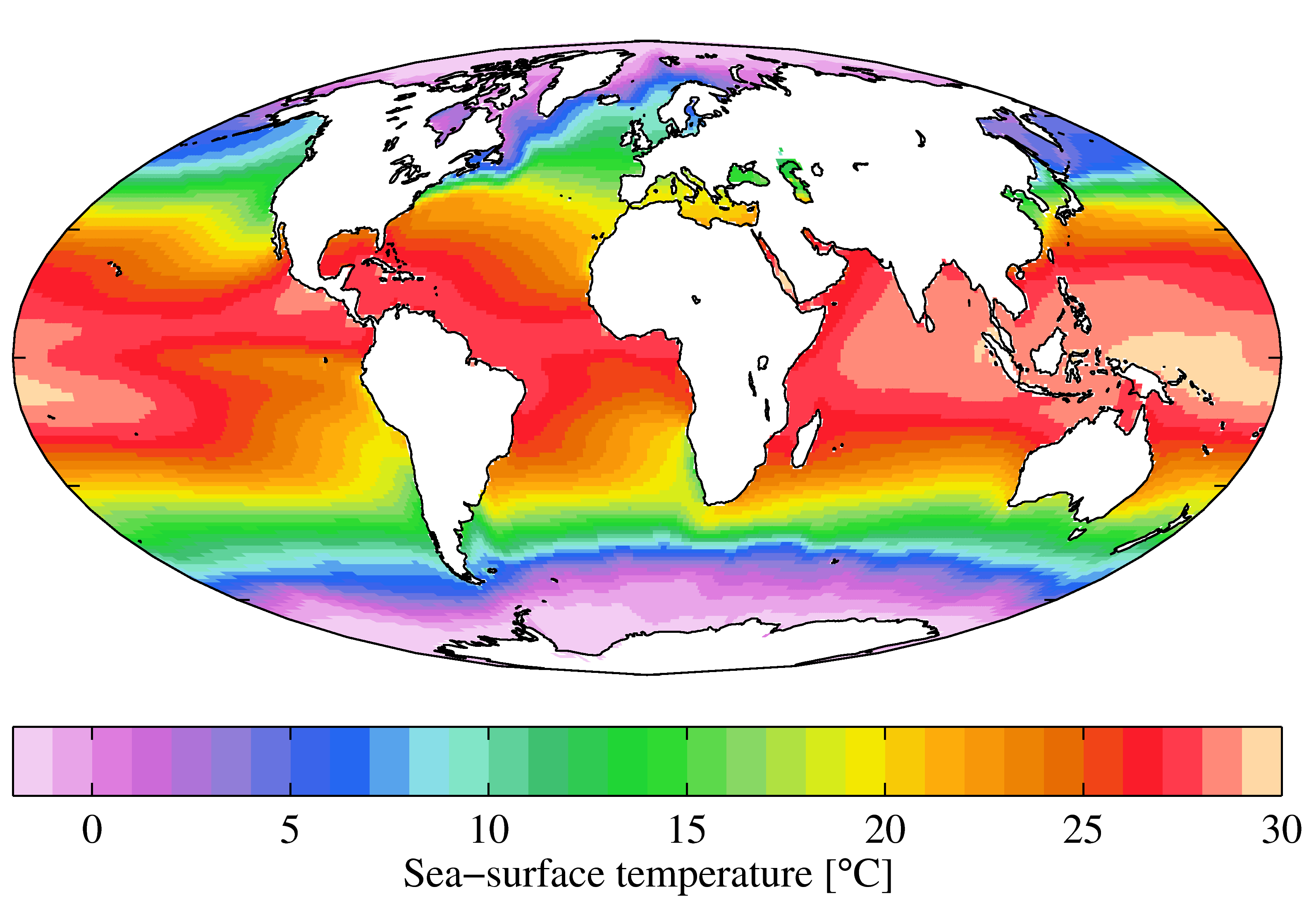
Médias globais de temperatura da superfície marítima em 2009, indo de -2 °C (lilás claro) a 30 °C (bege)

A temperatura da água marítima depende, sobretudo, da quantidade de radiação solar absorvida. Nos trópicos, onde a luz do Sol recai de forma mais direta, essa medida nas camadas aquáticas de superfície pode chegar a mais de 30 °C. Na proximidade dos polos, esse índice equilibra-se com o do gelo marítimo em seu ponto de fusão. Sua taxa de salinidade torna essa escala menor que a das áreas de água doce, que é usualmente de cerca de -1,8 °C. Essas diferenças de temperatura contribuem para a contínua circulação da água no mar. Por exemplo, correntes quentes de superfície esfriam à medida que se movem para longe dos trópicos; ao ficarem mais adensadas, elas afundam, misturando-se. Por outro lado, a água fria do mar profundo move-se em direção ao equador antes de fluir para a superfície tendo temperatura entre -2 e 5 °C em todas as partes do globo terrestre.
Nas baixas temperaturas dos mares de congelamento, cristais de gelo começam a se formar a partir da superfície, quebram-se depois em pequenos pedaços e se aglutinam em discos planos que, por sua vez, formam uma espessa suspensão conhecida como frazil. Em calmas condições, frazis congelam-se e formam chapas finas e planas chamadas "nilas", que engrossam-se como novos construtos de gelo acima do mar. Já em águas turbulentas, os frazis unem-se para constituir discos planos maiores, com nome popular de "panquecas de gelo". Estes deslizam sobre ou sob outros, gerando blocos de gelo à deriva. Durante esses processos, água salgada e ar prendem-se em meio às formações sólidas. Nilas desenvolvem-se em ambientes com salinidade girando em torno de 12–15‰ e são acinzentadas de início, dotando-se de viço com o tempo; após um ano, elas ganham cor azulada e evidenciam índice de salino de cerca de 4–6‰.

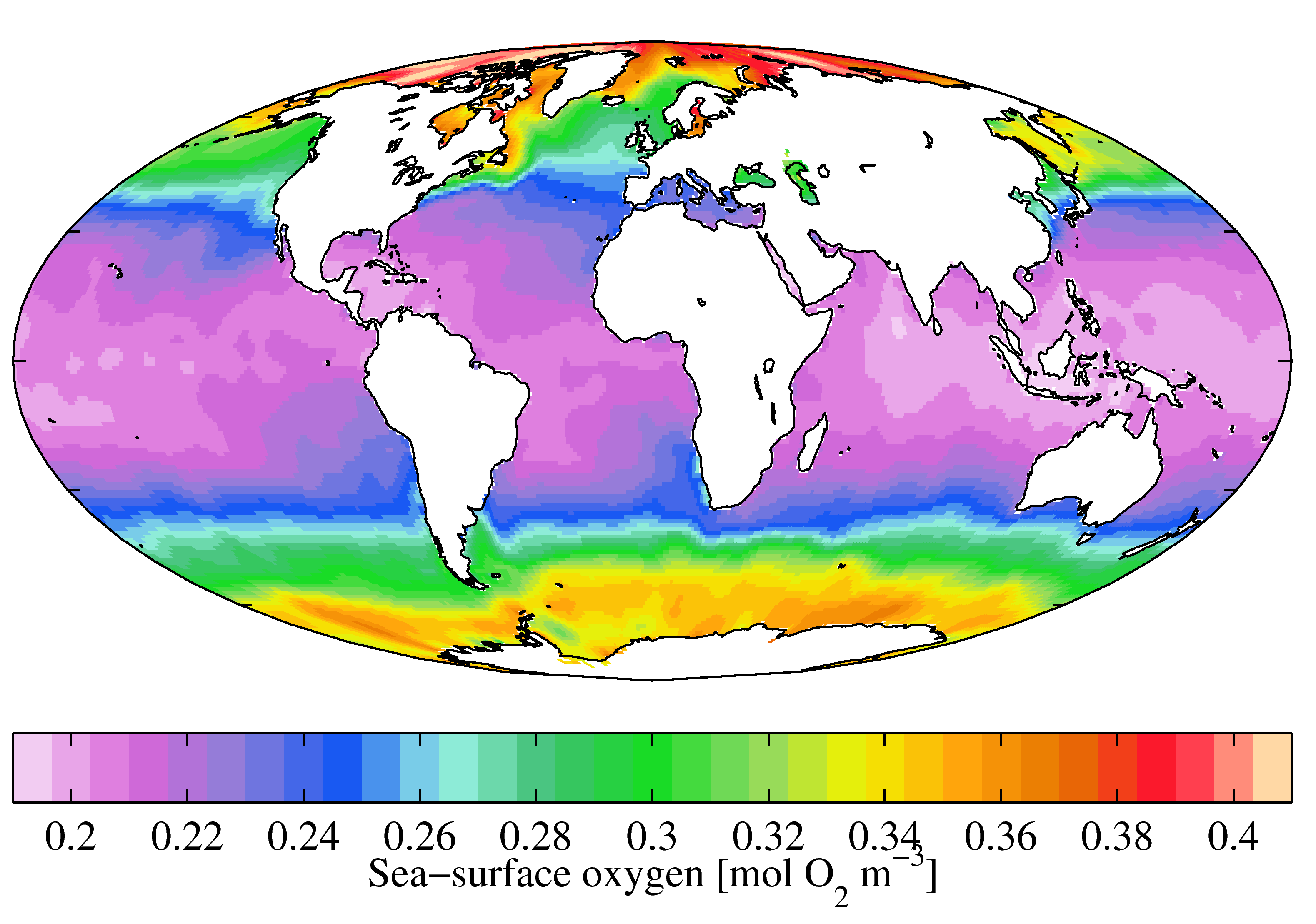
Médias globais dos níveis de oxigênio dissolvido nos mares em 2009, de 0.15 (violeta claro) a 0.45 (bege) mols de O₂ por metro cúbico

A quantidade de luz do dia que penetra o mar depende do ângulo do Sol, do clima, e da turbidez. Grande porção da luz que alcança a superfície marítima é refletida e seus comprimentos de onda de espectro vermelho são absorvidos nos primeiros metros de profundidade dessa superfície. Já os amarelos e verdes atingem maiores distâncias mar adentro; os azuis e violetas, contudo, podem penetrar mil metros (3 300 pés) ou mais. A quantidade de oxigênio presente na água marinha depende primariamente de sua temperatura e dos organismos fotossintéticos nela viventes, em particular álgas, fitoplânctons e plantas como a erva marinha. Durante o dia, suas atividades de fotossíntese produzem tal gás, que se dissolve no meio aquoso salino e é consumido por animais. A saturação desse oxigênio é mais baixa durante a noite e muito mais em mar profundo. Abaixo da profundidade de cerca de 200 m (660 pés), há insuficiência de luz para desenvolvimento fotossintético e consequentemente hipóxia. Ainda mais abaixo, bactérias anaeróbias desmembram a matéria orgânica caída das camadas superiores, produzindo sulfeto de hidrogênio (H₂S). Projeta-se que o aquecimento global reduzirá o oxigênio, tanto das camadas de superfície quanto das profundas, em decorrência do decréscimo de solubilidade advindo do aumento de temperatura e da estratificação oceânica.

### Ondas
As ondas oceânicas são oscilações causadas pelo atrito do ar que se movimenta sobre a superfície marítima. Tal atrito transfere energia e causa a instabilidade na água, perpendicular à direção do vento. O topo da onda é conhecido como "crista" e a base é chamada de "vale". A distância entre duas cristas é o comprimento. Tais ondas são mecânicas; à medida que se aproximam de um determinado ponto, as moléculas de água de uma determinada posição elevam-se e, à passagem, baixam, traçando um caminho mais ou menos circular. A energia transita pela superfície e não representa um movimento horizontal da própria água. O estado do oceano é determinado pelo tamanho de tais ondas, que, na superfície livre, depende da velocidade do vento e do fetch, que é a distância a que o vento sopra sobre a água. As ondas menores são chamadas de capilares. Com o bater de ventos mais fortes e prolongados nas cristas elevadas das capilares, ondas maiores e irregulares se formam. Em tal estágio, essas ondulações alcançam sua altura máxima quando o ritmo no qual elas viajam chega próximo ao correspondente de velocidade do vento e, com o tempo, elas se separam naturalmente, formando um grupo de longas e poderosas ondas com direções e comprimentos semelhantes. Tais swells são particularmente comuns nos Roaring Forties do hemisfério Sul, onde o vento sopra continuamente. Quando as rajadas diminuem, as capilares desaparecem facilmente em decorrência da tensão superficial da água, embora swells possam ser lentamente reduzidos pela gravidade ou por interferências destrutivas somente a partir de outras ondas. As interferências construtivas, no entanto, podem causar vagalhões individuais muito maiores que as formações normais. A maioria das ondulações é menor que 3 m (10 pés) em altura, e não é incomum que fortes tempestades dupliquem ou tripliquem esse tamanho; construções nas águas distantes da costa, tais como plataformas eólicas e de petróleo, usam essas medidas na computação de ondas centenárias, um tipo especial ao qual tais equipamentos não são projetados para resistir. Já foram documentados vagalhões que atingiram alturas de mais de 25 metros (82 pés).

Quando as ondas entram em águas rasas, elas desaceleram e sua amplitude (altura) aumenta

Quando as ondas aproximam-se da beira da costa, movendo-se em direção às águas rasas, elas mudam de comportamento. No confronto a partir de um determinado ângulo, elas podem desviar ou envolver rochas e promontórios. Quando tais ondulações alcançam o ponto onde suas moléculas oscilantes mais profundas entram em contato com o solo oceânico, o atrito inicia seu processo de desaceleração. Este fenômeno "puxa" as cristas para perto uma da outra e aumenta suas alturas. No momento em que a razão da altura com o comprimento de onda excede 1:7, ela é "quebrada", tombando numa massa de água espumante. Uma camada dessa água corre na área de praia e então se retrai de volta ao mar por influência da gravidade.
A tsunami é uma inusual forma de onda causada por repentinos e poderosos eventos, tais quais terremotos submarinos, deslizamentos de terra, impactos de meteorito e erupções vulcânicas, por exemplo. Tais fenômenos podem elevar ou rebaixar temporariamente a superfície marítima em determinada área afetada. A energia potencial da porção de água deslocada se transforma em energia cinética, criando uma onda rasa que se movimenta numa velocidade proporcional à raiz quadrada da profundidade da água. Dessa forma, tsunamis se deslocam muito mais rapidamente em oceano aberto que numa plataforma continental. Apesar de possuírem velocidade de mais de 970 km/h (600 mph), tsunamis de mar profundo podem ser dotadas de comprimento que varia de 130 a 480 km (80 a 300 milhas), com amplitude de menos de três pés. Ondas comuns de superfície numa mesma região podem ter comprimentos de somente poucas centenas de pés e velocidades de cerca de 105 km/h (65 mph). Os tsunamis, porém, quando comparadas às possíveis amplitudes de cerca de 14 m (45 ft) dessas ondas comuns, podem comumente passar desapercebidas.

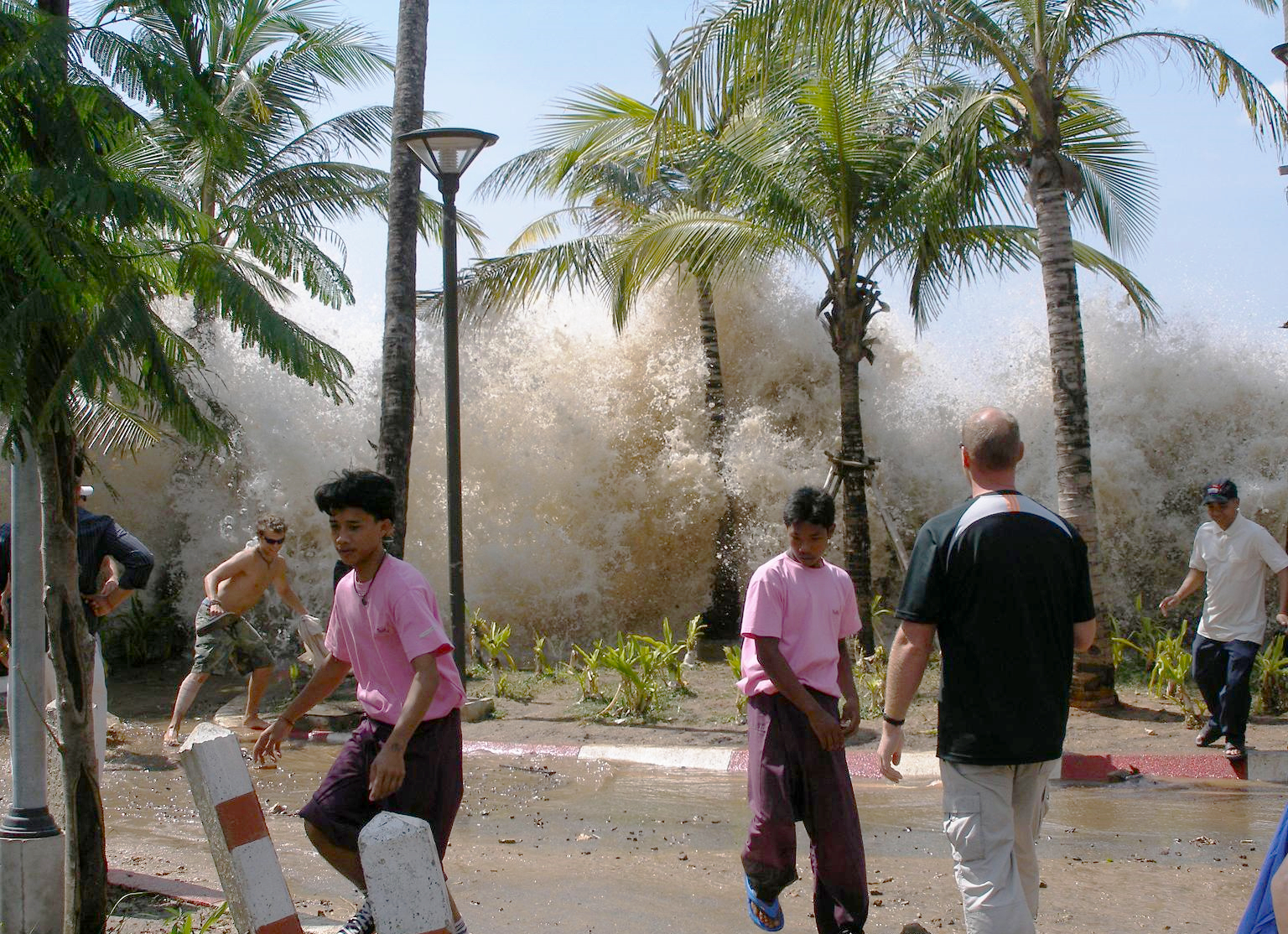
O tsunami do Oceano Índico de 2004 avançando de súbito no litoral da Tailândia. Em decorrência desse desastre natural, estima-se que cerca de 8 000 pessoas morreram nesse país e outras 220 000 no restante da costa do Índico.

Os sistemas de alerta de tsunami têm seu funcionamento dependente do fato de que ondas sísmicas causadas por terremotos viajam pelo mundo numa velocidade de cerca de 14 400 km (8 900 mi) por hora, permitindo que regiões ameaçadas possam ser alertadas da possibilidade de uma grande onda. Medições de redes de estações marítimas tornam possível a confirmação ou negação de um alerta de tsunami. Um evento engatilhador na plataforma continental pode causar um tsunami local em terra próxima e outra grande oscilação a viajar pelo oceano. A energia de um tsunami é dissipada somente de forma gradual, embora se espalhe pela frente da onda. Quando a oscilação se desloca para longe de seu ponto de origem, sua frente fica mais longa e a energia média diminui, de forma que praias distantes são geralmente atingidas por porções de onda mais fracas. A velocidade de um tsunami, contudo, é determinada pela profundidade da água, o que faz com que ela não viaje com a mesma rapidez em todas as direções, além disso afetar também a frente da onda. Esse efeito, conhecido como refração, pode concentrar a força de um tsunami a avançar em algumas áreas e enfraquecer em outras, de acordo com a topografia submarina que se apresenta ao longo do caminho.
Assim como acontece com outros tipos de onda, o deslocamento para águas rasas provoca uma desaceleração e crescimento em amplitude do tsunami. Tanto o vale quanto a crista dessa grande oscilação podem chegar primeiro à costa. Na primeira possibilidade, o mar recua e deixa áreas de submaré expostas. Já na chegada da crista, ela não procede à usual quebra, mas se espalha em terra, inundando tudo em seu caminho. Muito da destruição decorrente de um tipo de desastre como esse pode ser produzido por tais águas da inundação, que, após se espalharem, são drenadas de volta ao mar pela gravidade, levando pessoas e escombros consigo. Vários tsunamis podem ser causadas por um único evento geológico. Em casos assim, é comum que as últimas ondas cheguem em terra entre oito minutos e duas horas após a primeira, que não necessariamente é a maior ou mais destrutiva. Ocasionalmente, em baías rasas ou estuários, um tsunami pode se transformar num macaréu.

### Marés
Maré é o elevar e rebaixar regular do nível da água experienciado pelos mares e oceanos em resposta às influências gravitacionais da Lua e do Sol e os efeitos da rotação da Terra. Em qualquer lugar, águas ascendem sobre o curso do ciclo das marés a uma altura máxima conhecida como "maré alta", antes de declinar novamente ao nível mínimo da "maré baixa". Com o recuar, são reveladas áreas da zona entremarés ou faixa litoral submergível. A diferença de altura entre as marés alta e baixa é a amplitude da maré. Macaréus podem ocorrer nas bocas de rios, onde o vigor da maré a chegar "empurra" ondas de áreas marítimas rio acima contra a corrente. Em Hangzhou, na China, por exemplo, um macaréu pode alcançar até 9 m (30 pés) de altura e viajar a cerca de 40 km (25 mi) por hora.
A maioria dos lugares costuma experienciar duas marés altas por dia, que ocorrem em intervalos de cerca de 12 horas e 25 minutos, metade do período necessário para a Terra completar uma rotação e a Lua retornar à sua posição relativa prévia para um observador. A massa desse satélite natural é por volta de 27 milhões de vezes menor que a do Sol, embora o primeiro esteja cerca de quatrocentas vezes mais próximo da Terra que o segundo. A força de maré decresce rapidamente com a distância do agente, de forma que a Lua é dotada de duas vezes mais influência sobre esse efeito que o Sol. Uma protuberância é formada no oceano no lugar onde o planeta é mais próximo de seu satélite natural, por este ser também o ponto onde o efeito da gravidade da Lua é mais forte. No lado oposto do globo, a força lunar tem sua mais fraca influência, o que causa, da mesma maneira, a formação de uma protuberância. Tais bojos giram em torno da Terra assim como a Lua. Quando o Sol, a Lua e a Terra alinham-se nas luas cheias e novas, o efeito combinado resulta nas altas "marés vivas" ou "marés de sizígia". Em contraste, quando o Sol está a 90° da Lua na visão terrestre, o efeito gravitacional combinado nas marés é correspondentemente reduzido, causando as baixas "marés mortas" ou "marés de quadratura".
Os fluxos de água do mar nas marés são detidos pela inércia e podem ser afetados pelas massas de terra. Em lugares como o golfo do México, onde a terra restringe o movimento dos bojos, apenas uma série de maré, constituída pela sequência de alta e baixa, pode ocorrer a cada dia. Na costa de uma ilha, pode acontecer um complexo ciclo diário com quatro marés altas. Os estreitos insulares em Cálcis, Eubeia, por exemplo, experienciam fortes correntes que abruptamente mudam de direção, em geral quatro vezes por dia, mas possivelmente até doze vezes quando a Lua e o Sol estão separados em noventa graus. Onde há baías ou estuários em forma de funil, a amplitude de maré pode ter maior abrangência. A baía de Fundy, no Canadá, por exemplo, pode passar por marés vivas de 15 m (49 pés). Embora ela seja regular e previsível, a altura de marés altas pode ser rebaixada por ventos vindos do oceano e elevada por ventos costeiros. A alta pressão do centro de anticiclones compele as águas para baixo e está associada com marés anormalmente baixas, enquanto a pressão atmosférica baixa pode causar marés extremamente altas. Já a maré de tempestade pode ocorrer quando altos ventos pilham as águas contra a costa numa área rasa, e isso, combinado com o sistema de baixa pressão, pode elevar a superfície marítima em maré alta de forma drástica. Em 1900, Galveston, nos Estados Unidos, por exemplo, experienciou uma onda de 5 m (15 pés) durante a passagem de um furacão que devastou a localidade, matando mais de 3 500 pessoas e destruindo 3 636 casas.

### Correntes

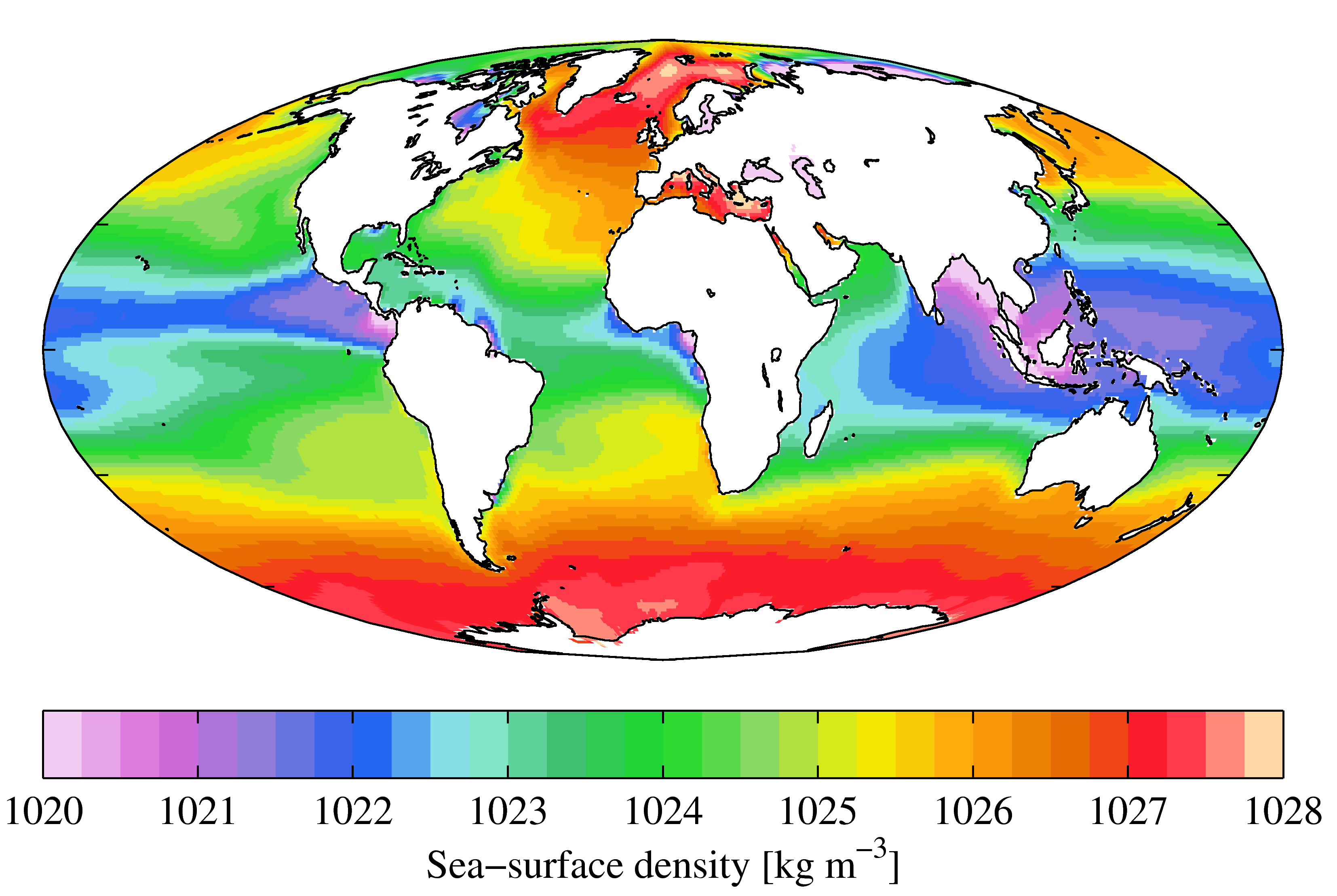
Médias globais de densidade de superfície em 2009, de 1020 (lilás) a 1028 (bege) kilogramas por metro cúbico

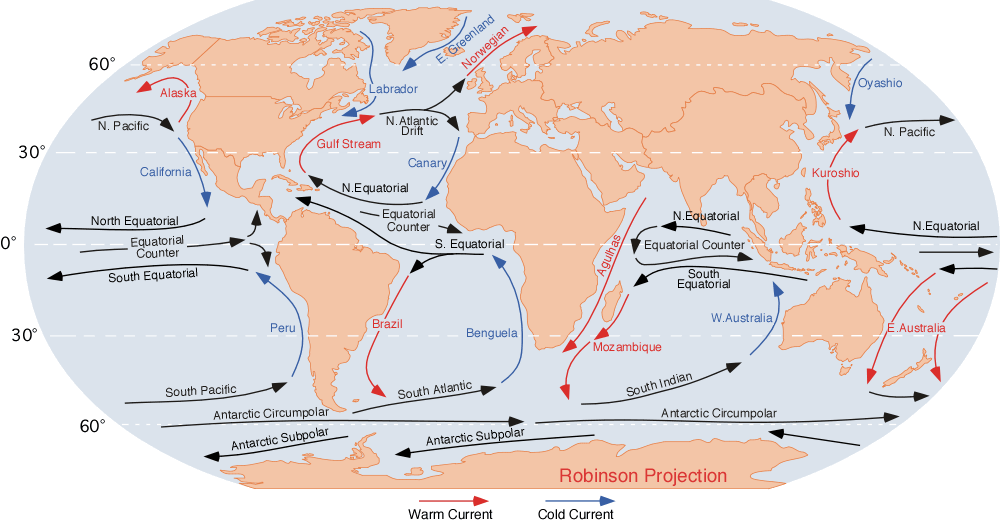
Correntes globais de superfície, entre quentes (vermelhas) e frias (azuis)

O vento que sopra sobre a superfície oceânica causa atrito no ponto de contato entre o mar e o ar. Isso não somente causa a formação de ondas, mas também faz a água de tal superfície se mover na mesma direção do vento. Apesar de sua característica inerente de variabilidade, em qualquer lugar onde ele corre predominantemente numa mesma direção, uma corrente de superfície pode ser criada. Ventos do oeste são mais frequentes em médias latitudes enquanto os do leste dominam os trópicos. Quando uma corrente de água se move nesse esquema, outras águas fluem para preencher a lacuna e um movimento circular de superfície conhecido como giro oceânico é formado. Existem cinco giros principais nos oceanos: dois no Pacífico, dois no Atlântico e um no Índico. O do Atlântico Norte produz o mar dos Sargaços e acumula níveis salinos de cerca de 38‰. Outros giros inferiores são encontrados em mares menores e um único flui em torno da Antártida. Tais giros têm seguido a mesma rota por milênios, guiados pela topografia do solo, pela direção do vento e pela força inercial de Coriolis. As correntes de superfície fluem em sentido horário no Hemisfério Norte e em sentido anti-horário no Sul. A água que se desloca para longe do equador é quente, enquanto que a fluente em direção à linha perdeu a maior parte de seu calor. Tais correntes equatoriais contribuem para a moderação do clima na Terra, resfriando a região da linha e aquecendo zonas de maior latitude. O clima global e as previsões de tempo são afetados pelo mar, ou oceano global, de forma tal que os estudos de modelação climática global fazem uso de modelos de circulação oceânica, assim como de outras variáveis maiores para fatores como atmosfera, superfície terrestre, aerossóis e gelo marítimo. Os modelos oceânicos, por sua vez, utilizam um ramo específico da física, a dinâmica geofísica de fluidos, que estuda o fluxo de larga escala de fluidos como a água do mar.
As correntes de superfície afetam apenas as primeiras centenas de metros (ou jardas) do mar, mas também há fluxos de larga escala nas profundezas oceânicas, causados pelo movimento das massas de água baixa. A principal corrente do oceano profundo flui através de todos os oceanos do mundo e é conhecida como circulação termohalina. Esse movimento é lento e dirigido por diferenças em densidade aquática causadas por variações de salinidade e temperatura. A altas latitudes, a água é resfriada pela baixa temperatura atmosférica e se torna mais salgada com o cristalizar do gelo marítimo. Do fundo do mar próximo à Groelândia, tais fluxos deslocam-se para o sul entre as massas continentais do Atlântico. Ao chegar no Antártico, eles se juntam a outras massas de água fria de profundidade e fluem para o leste. Em seguida, os fluxos se dividem em duas correntes que se movem em direção ao norte, para os oceanos Índico e Pacífico. Nesse estágio, tais cursos são gradualmente aquecidos, tornam-se menos densos, sobem para a superfície e circulam de volta sobre si; alguns deles voltam ao Atlântico. São necessários mil anos para esse padrão de circulação ser concluído.

Mapa global de circulação termoalina

Além de giros, há correntes temporárias de superfície que ocorrem em condições específicas. Quando as ondas encontram a costa num determinado ângulo, uma deriva litorânea é criada com a água a ser empurrada paralelamente ao litoral. Essa porção redemoinha para a praia em ângulo reto com as ondas que se aproximam, mas é drenada diretamente abaixo do declive pelo efeito da gravidade. Quanto maiores são as ondas de quebra, mais oblíquas são suas chegadas e os mais fortes são as correntes litorâneas. Tais correntes podem deslocar grandes volumes de areia ou pedras, criar cordões, fazer praias inteiras desaparecerem ou canais de água entrarem em assoreamento. Uma corrente de retorno pode ocorrer quando a água é pilhada proximamente à costa a partir de ondas a avançar e é então conduzida ao mar por canais no solo oceânico. Isso pode ocorrer numa abertura de barra ou perto de estruturas construídas, como quebra-mares. Essas fortes correntes têm normalmente uma velocidade de 1 m/s (3,3 ft/s), formam-se em diferentes lugares, em diferentes fases da maré, além de terem força suficiente para arrastar consigo nadadores incautos. Já correntes de ressurgência temporárias ocorrem quando o vento empurra a água para longe da terra e porções profundas sobem para substitui-la. Tais levas de profundeza são frias e frequentemente ricas em nutrientes, podendo criar incidências de fitoplâncton e locupletar, em termos de variedade e quantidade de substâncias, a área em que incidem.

### Bacias

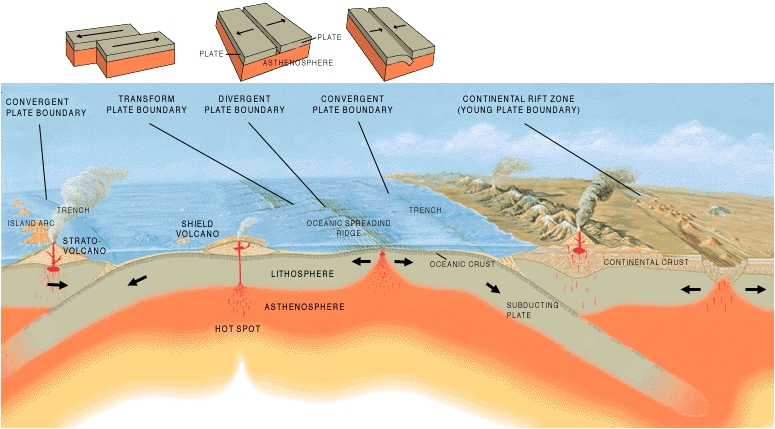
Os três tipos de fronteira de placas

A batimetria é o mapeamento e estudo da topografia do fundo dos oceanos. Os métodos utilizados para mensurar a profundidade do mar incluem a ecobatimetria, o uso de sonda aerotransportada de profundidade a laser e o cálculo por dados de sensoriamento remoto via satélite. Esta informação é usada para determinar rotas de cabos submarinos e de dutos, para a escolha de locais adequados à instalação de plataformas de petróleo e turbinas eólicas offshore e para identificação de possíveis novas áreas de pesca, por exemplo.
A terra é composta por um núcleo magnético central, um manto principalmente líquido e uma casca rígida exterior (ou litosfera), a qual é composta pela crosta rochosa e pela camada exterior sólida do manto. A crosta abaixo da terra é conhecida como continental, enquanto sob o mar abissal é chamada de oceânica. Esta última é constituída de basalto relativamente denso e tem espessura de algo entre 5–10 km (3-6 milhas). A consideravelmente fina litosfera flutua sobre o manto mais fraco e mais quente abaixo e é quebrada numa série de placas tectônicas. Em meio ao oceano, magma é constantemente empurrado do fundo por entre as placas adjacentes, formando as dorsais oceânicas, onde as correntes em convecção entre o manto tendem a conduzir duas placas adjacentes à separação. Paralelamente aos cumes dorsais e mais proximamente às costas, uma placa oceânica pode deslizar sob outra, num processo conhecido como subdução. Fossas profundas são formadas nesse processo, que é acompanhado por atrito no confrontar de placas. O movimento prossegue em arrancos, que por sua vez causam sismos. Calor também é produzido e magma é forçado para cima, criando montanhas submarinas, algumas das quais se transformam em ilhas vulcânicas. Perto de algumas fronteiras entre a terra e o mar, as placas oceânicas, ligeiramente mais densas, deslizam sob as placas continentais e mais trincheiras de subducção são formadas. Nesse fenômeno, as placas continentais se desfiguram, causando a formação de montanhas de superfície e atividade sísmica.
A mais profunda trincheira da Terra é a fossa das Marianas, que se estende por cerca de 2 500 km (1 600 mi), localizada próxima às ilhas Marianas, um arquipélago vulcânico no Pacífico Ocidental. Embora ela atinja apenas 68 km (42 milhas) de amplitude, seu ponto mais profundo é 10 994 m (quase 7 milhas) abaixo da superfície oceânica. Uma trincheira ainda mais longa estende-se na costa do Peru e Chile, alcançando uma profundidade de 8 065 m (26 460 pés) e amplitude de aproximadamente 5 900 km (3 700 milhas). Ela está onde a placa de Nazca oceânica resvala sob a placa Sul-Americana continental, estando associada à impulsão e atividades vulcânicas nos Andes.

### Costas
A zona onde a terra encontra o mar é conhecida como a costa. Já a parte entre as mais baixas marés vivas e o limite atingido pelas quebras de onda é chamada de margem. A praia é o acúmulo de areia ou cascalho na margem. Uma cabeceira, ou promontório, é um ponto de terra projetado para o mar que, quando detém grande extensão, recebe o nome de cabo. O recuo de um litoral, especialmente entre dois promontórios, é uma baía; uma pequena baía com uma entrada estreita é chamada de enseada; já uma grande baía ou um mar em forma de baía detém a designação de golfo. O litoral é afetado por um número de fatores, incluindo a força das ondas que chegam à costa, o declive da margem de terra, a composição e dureza das formações rochosas costeiras, a inclinação do declive marítimo e as alterações no nível da terra em decorrência da elevação ou submersão local. Normalmente, as ondas deslocam-se em direção à costa a uma taxa de seis a oito por minuto. Tais ondas são conhecidas como construtivas e tendem a mover sedimentos e outros materiais do mar até a praia, além de possuírem pouco efeito erosivo. Já as ondas de tempestade que chegam em terra em rápida sucessão são conhecidas como destrutivas, pois movem sedimentos da praia para o mar. Sob sua influência, a areia e cascalho na margem são moídos em conjunto e decompostos. Em maré alta, o poder de uma onda de tempestade a impactar o pé de um penhasco tem um efeito devastador, com ar de fendas e rachaduras a ser comprimido e, em seguida, expandindo-se rapidamente para liberar pressão. No mesmo fenômeno, areia e seixos têm um efeito erosivo quando são atirados contra as rochas. Junto com outros processos de meteorização e intemperismo, como a geada, isso tende a escavar e esculpir a base de um precipício. Ao fim, uma plataforma de quebra de onda se desenvolve no sopé, acabando por adquirir um efeito protetor à costa.
Os materiais desgastados das margens são eventualmente deslocados para o mar, onde são sujeitos à atrição, um tipo de erosão marinha, com o fluir de correntes paralelas à costa, que limpam os canais e transportam depósitos e sedimentos para longe de seu lugar de origem. Tal sedimento movido para o mar se instala no seu fundo, causando o surgimento de estuários a partir de deltas. O movimento constante desses materiais é influenciado pelas ondas, marés e correntes. Interferindo nesses fenômenos para a conveniência humana, a dragagem é um método de engenharia que remove matéria depositada no solo marítimo e aprofunda canais, embora possa encadear efeitos inesperados em outros lugares na costa. É uma atividade comum a governos o planejamento de ações preventivas a inundações por meio da construção de diques, quebra-mares, molhes, entre outras defesas contra o mar. Na Grã-Bretanha, por exemplo, a barreira do Tamisa guarda eficazmente Londres do efeito de tempestades, enquanto que, em contraste, o fracasso dos diques e barragens nos arredores de Nova Orleans durante a passagem do furacão Katrina criou uma crise humanitária nos Estados Unidos. Outro exemplo relacionado é a recuperação de terras em Hong Kong que permitiu a construção do Aeroporto Internacional de Hong Kong após o nivelamento e expansão de duas ilhas menores. Na sequência da adoção à presente CNUDM, o litoral sob a lei internacional é uma linha de base de um estado.

### Nível do mar

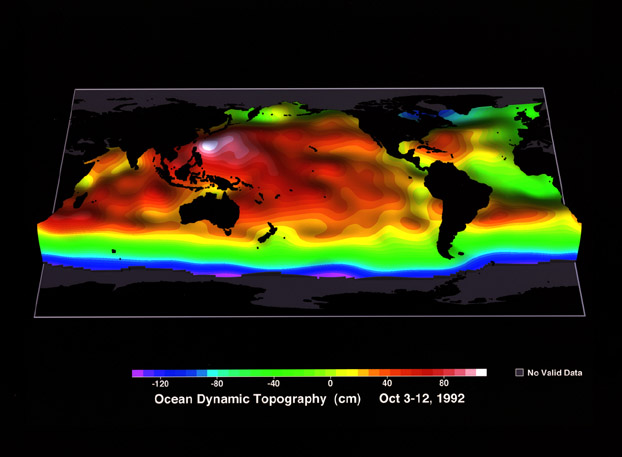
Variações do nível marítimo em 1992, de -1.4 m (roxo) a +1.0 m (bege), por TOPEX/Poseidon

Durante a maior parte do tempo geológico, o nível do mar foi maior do que é hoje.(p74) O principal fator a influenciar esse nível ao longo dos anos é o resultado de alterações na crosta oceânica, com uma tendência de queda prevista para continuar a muito longo prazo. No último máximo glacial, há cerca de 20 000 anos, o nível marítimo esteve 120 m (390 pés) abaixo do atual. Pelo menos durante os últimos cem anos, no entanto, ele tem aumentado a uma taxa média de aproximadamente 1,8 mm (0,071 polegadas) por ano. A maior parte desse aumento pode ser atribuído a uma elevação na temperatura do mar e à resultante ligeira expansão térmica nos 500 m (1 600 pés) superiores da água. Contribuições adicionais para isso, de cerca de um quarto do total, vêm de fontes de água em terra, tais como o derretimento de neve e geleiras e extração de água subterrânea para irrigação e outras necessidades agrícolas e humanas. A tendência de aumento do aquecimento global deverá continuar pelo menos até o final do século XXI.

### Ciclo da água
O mar desempenha importante papel no ciclo da água. Quando ela evapora do oceano, viaja através da atmosfera como vapor, condensa, cai (geralmente em forma de chuva ou neve) novamente e, em seguida, retorna em grande parte para o oceano. Mesmo no deserto de Atacama, onde há pouca ocorrência de fortes chuvas, densas nuvens de nevoeiro conhecidas como camanchaca são sopradas do mar e auxiliam na manutenção de vida vegetal. Em grandes massas de terra, características geológicas podem bloquear o acesso de algumas regiões ao mar. Em lugares como esse, onda há bacias endorreicas, particularmente na Ásia Central, podem se desenvolver lagos salgados com o evaporar de águas de afluxo e o acúmulo de minerais dissolvidos ao longo do tempo. O maior dos corpos de água desse tipo é o mar Cáspio, embora às vezes seja considerado um mar em decorrência de sua bacia de (na atualidade, sem litoral) crosta oceânica. Outros exemplos notáveis incluem o mar de Aral, na Ásia Central, e o Grande Lago Salgado, no oeste dos Estados Unidos.

### Ciclo do carbono
Os oceanos contêm a maior quantidade de carbono de ciclo ativo no planeta e estão em segundo lugar, após somente a litosfera, na quantidade de armazenamento total. A camada de superfície marítima é dotada de grandes porções de carbono orgânico dissolvido, que é rapidamente comutado com a atmosfera. A concentração de inorgânico dissolvido nas camadas profundas é cerca de quinze porcento maior que a da camada de superfície, e nas profundezas permanece por muito mais tempo. As circulação termoalina intercambia carbono entre essas duas divisões.
A substância adentra o oceano quando o dióxido de carbono atmosférico se dissolve na superfície marítima e é convertido em ácido carbônico, carbonato e bicarbonato: CO2 (aq) + H2O {\displaystyle \rightleftharpoons } H2CO3 {\displaystyle \rightleftharpoons } HCO3− + H+ {\displaystyle \rightleftharpoons } CO32− + 2h+. O processo libera íons hidrogênio (
H+), diminuindo o pH oceânico e elevando sua acidez.
Ela também pode entrar em águas marítimas como carbono orgânico dissolvido por meio dos rios, sendo convertida por organismos fotossintéticos em carbono orgânico. Isso pode ser comutado na cadeia alimentar ou precipitar às camadas oceânicas mais profundas e mais ricas na substância como tecido morto ou em conchas e ossos na forma de carbonato de cálcio. Tal carbono circula nessa camada por longos períodos de tempo antes de ser depositado como sedimento ou retornado às águas de superfície pela circulação termoalina.

### Acidificação
A água do mar é levemente alcalina e tem um pH pré-industrial de cerca de 8,2. Nos últimos tempos, atividades antropogênicas têm aumentado em constância a quantidade de dióxido de carbono da atmosfera; por volta de 30–40% do CO2 adicionado é absorvido pelos oceanos, formando ácido carbônico e diminuindo o pH (agora abaixo de 8,1) por meio do processo de acidificação oceânica. No ano de 2100, é esperado que esse índice chegue a 7,7, representando um aumento de três vezes na concentração de íon hidrogênio, o que será uma significante mudança na virada do século.
Um importante elemento para a formação esqueletal dos animais marinhos é o cálcio. O carbonato de cálcio, no entanto, torna-se mais solúvel com pressão, de forma que conchas e esqueletos de carbonato se dissolvem abaixo de sua profundidade de compensação. Esse composto também se torna mais solúvel a pHs baixos, fazendo, assim, com que a acidificação oceânica tenha profundos efeitos sobre os organismos do mar com formações externas de cálcio, como ostras, moluscos, ouriços-do-mar e corais, prejudicando sua habilidade e reduzindo sua capacidade de formação e sobrevivência. Nesse processo, outras formas de vida afetadas são os organismos plactônicos, como os pterópodes, e algas unicelulares, como cocolitóforos e foraminíferos. Todos esses são importantes para a cadeia alimentar e uma diminuição de seus números poderá acarretar significantes consequências. Nas regiões tropicais, há tendência de efeito maior aos corais a partir da dificuldade de construção de seus esqueletos de carbonato de cálcio, por sua vez, impactando negativamente outros habitantes de arrecife.
A atual taxa de mudança química do oceano parece ser sem precedentes na história geológica da Terra, tornando pouco claro o quão bem os ecossistemas marinhos serão capazes de se adaptar às condições mutáveis do futuro próximo. De particular preocupação é a maneira na qual a combinação de acidificação com esperados problemas adicionais relacionados a altas temperaturas e níveis baixos de oxigênio irá impactar o mar.

## Vida marinha

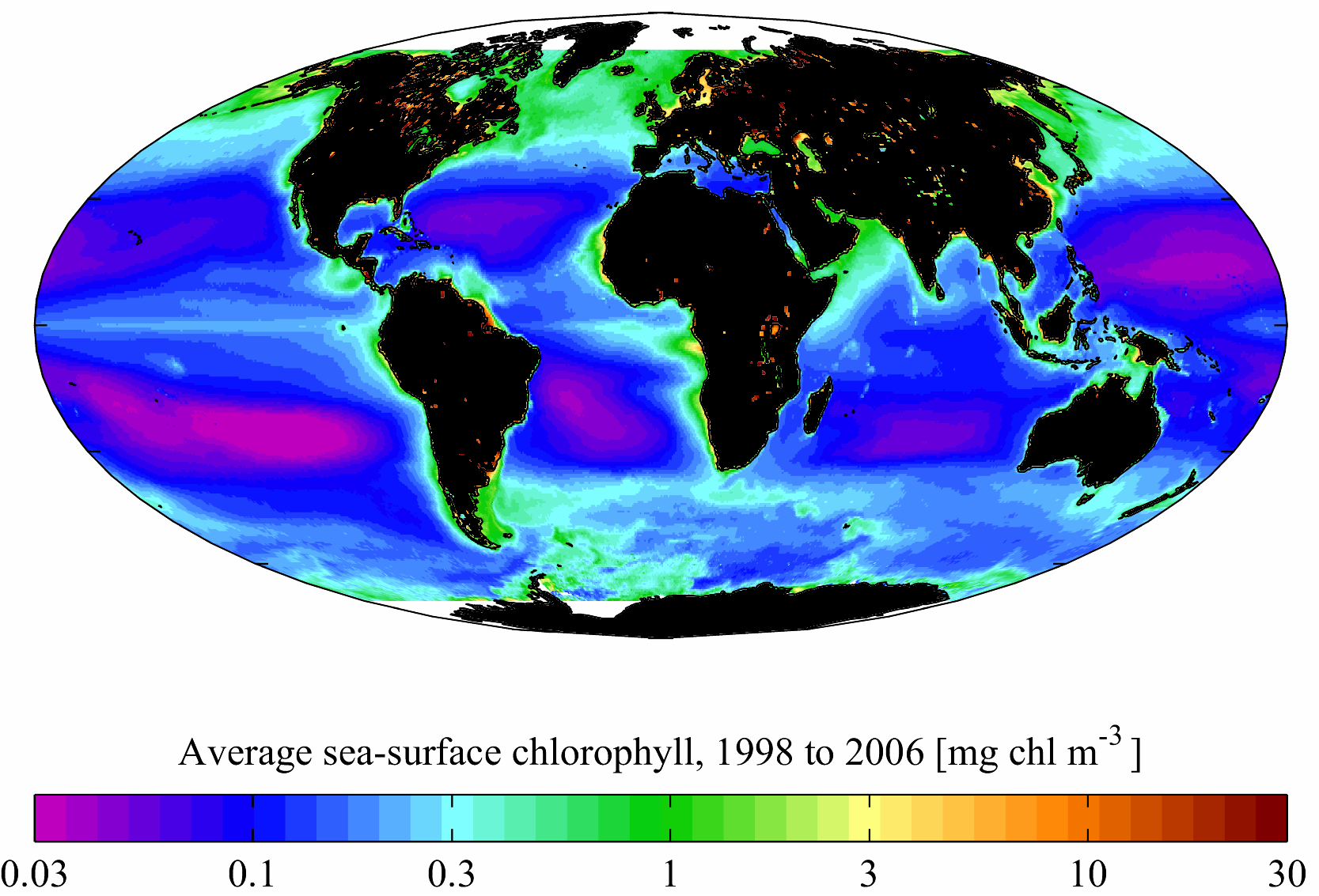
Médias globais de clorofila a, entre 1998 e 2006, de 0,03 (violeta) a 30 mg chl por m³ (marrom) em escala logarítmica

Os oceanos são o habitat de um diverso conjunto de formas de vida. Pelo fato da luz do Sol iluminar somente as camadas marítimas superiores, a maior parte dessas águas existe em permanente escuridão. Com diferentes profundidades e zonas de temperatura, essas duas áreas fornecem condições de manutenção de vida para grupos únicos de espécies, de forma que o ambiente marinho como um todo comporta uma cadeia imensa de diversidade biológica. Os habitats marinhos variam das águas de superfície às mais profundas trincheiras oceânicas, incluindo recifes de coral, florestas de kelp, ervas marinhas, poças de maré, solos oceânicos enlameados, arenosos e rochosos, além da zona pelágica. Os organismos característicos desses lugares variam de baleias de 30 metros (100 pés) de comprimento a fitoplânctons microscópicos, além de zooplânctons, fungi, bacterias e vírus, que incluem os recentemente descobertos bacteriófagos marinhos, viventes parasitários de bactérias. A vida marinha tem importante papel no ciclo do carbono em decorrência da ação fotossintética de organismos que convertem dióxido de carbono dissolvido em carbono orgânico, além de serem de valor inestimável para a economia e suprimento humano, sobretudo os peixes.(204–229)
A vida pode ter sido originada a partir do mar. Além disso, todos os grandes grupos de animais estão representados por formas viventes dos oceanos. Cientistas divergem acerca da estimativa de onde exatamente no mar a vida teria surgido. A experiência de Miller e Urey, nesse sentido, sugeriu que uma "sopa" química diluída em águas abertas pudesse ter atuado nessa origem, mas estudos mais recentes incluem hipóteses que envolvem fontes termais vulcânicas, sedimentos argilosos de grão fino e fumarolas negras, em todas elas teria havido provisão de proteção contra danos da radiação ultravioleta que não teria sido bloqueada pela atmosfera primitiva da Terra.(138–140)

### Habitats
Os habitats marinhos podem ser divididos horizontalmente em costeiros e de oceano aberto. Os costeiros têm extensão compreendida do litoral à beira da plataforma continental. A maioria das formas de vida marinha é encontrada nesse tipo de habitat, mesmo com a área da plataforma ocupando apenas sete porcento do total do mar. Os de oceano aberto estão em águas profundas e distantes para além desse limite. De forma alternativa, habitats marinhos podem ser divididos verticalmente em pelágicos (de águas abertas), demersais (logo acima do fundo do mar) e bentônicos (ao fundo do mar). Um terceiro agrupamento é caracterizado pela latitude: de águas tropicais a temperadas e a polares.(150–151)
Recifes de coral, vulgarmente chamados de "florestas tropicais do mar", ocupam menos de 0,1 porcento da superfície oceânica, embora seus ecossistemas incluam 25 porcento de todas as espécies marinhas. Entre os mais conhecidos, estão os corais tropicais da Austrália como a Grande Barreira de Coral. Recifes de água fria, contudo, também abrigam uma grande variedade de espécies, incluindo corais (apenas seis dos quais contribuem para a formação de recife).(204–207)

### Algas e plantas
Os produtores primários marinhos, entre plantas e organismos microscópicos em plâncton, estão largamente espalhados pelos oceanos e são de grande diversidade. Algas fotossintéticas e fitoplâncton contribuem numa maior proporção da potência desse fenômeno que todas as florestas terrestres combinadas. Cerca de 45 porcento da produção primária de matéria viva no mar é de responsabilidade das diatomáceas. Algas de grande porte comumente conhecidas como macroalgas são dotadas de importância local; já os sargassum formam derivas flutuantes, enquanto as laminariales compõem as florestas do solo oceânico.(246–255) Plantas de floração na forma de ervas marinhas crescem em espécies de prados de águas rasas arenosas, manguezais se alinham nas costas de regiões tropicais e subtropicais e plantas halófitas se desenvolvem em sapais regularmente inundados. Todos esses habitats são capazes de isolar grandes quantidades de carbono e manter uma cadeia biodiversa de vida animal de grande e pequeno porte.
A luz é capaz de penetrar somente os primeiros 200 m (660 pés) dos ambientes oceânicos, fazendo dessas as únicas áreas do mar onde plantas podem crescer. Com frequência, as camadas de superfície tornam-se deficientes de compostos biologicamente ativos de nitrogênio. O ciclo do nitrogênio marinho consiste em complexas transformações microbiais que incluem a fixação, sua assimilação, nitrificação, anammox e desnitrificação. Alguns desses processos acontecem em águas profundas, de modo que o crescimento de plantas é maior onde há ressurgência de águas geladas ou proximamente a estuários que guardam nutrientes terrenos. Isso significa que as áreas mais produtivas, ricas em plâncton e por consequência em peixes, são principalmente costeiras.(160–163)

### Animais e outros tipos de vida
Há um espectro mais amplo de taxa animal no mar que em terra. Além disso, muitas espécies marinhas ainda não foram descobertas, e o número de conhecidas à ciência eleva-se todos os anos. Alguns vertebrados, como aves oceânicas, focas e tartarugas marinhas, retornam em constância à terra para procriar, mas peixes, cetáceos e cobras marinhas, por exemplo, têm estilo de vida completamente aquático, e muitos filos de invertebrados são completamente marinhos. Em verdade, os oceanos abundam em formas de vida e propiciam também variados microhabitats. Um deles é a camada de superfície, que, embora sofra as perturbações da ação das ondas, provê um rico ambiente, abrigando bactérias, fungos marinhos, microalgas, protozoários, ovos de peixe e larvas.
A zona pelágica contém macro e microfauna, além de uma miríade de zooplânctons que se deslocam com as correntes. A maioria dos organismos menores é de larvas de peixe e invertebrados marinhos, que liberam ovos em grandes quantidades em decorrência da diminuta chance de que qualquer dos embriões sobreviva à maturação. Os zooplânctons se alimentam de fitoplânctons ou de seus iguais, além de formarem uma peça basilar na complexa cadeia alimentar que se estende por peixes de vários tamanhos e outros organismos nectônicos, que, por sua vez, servem de alimentação para lulas, tubarões, marsuínos, golfinhos e baleias. Algumas criaturas marinhas executam grandes migrações para outras regiões dos oceanos numa periodicidade sazonal ou acima e abaixo nas camadas marítimas, frequentemente ascendendo às áreas de superfície para se alimentar à noite e voltando à segurança das interiores durante o dia. Navios podem introduzir ou espalhar espécies invasoras com a descarga da água de lastros ou pelo trasporte de organismos acumulados via bioincrustação em cascos.
A zona demersal abriga muitos animais que se alimentam de organismos bentônicos ou procuram proteção de predadores. O solo oceânico provê uma variedade de habitats na e sob a superfície de substratos, que são utilizados por criaturas adaptadas às condições locais. A zona entremarés, com sua exposição periódica a ar desidratante, é o local de vivência de cirripedias, moluscos e crustáceos. A zona nerítica possui muitos organismos que necessitam de luz para se desenvolver. Nela, esponjas, equinodermess, poliquetas, anêmonas-do-mar e outros invertebrados vivem entre rochas de algas encrustadas. Corais comumente contêm simbiontes fotossintéticos e vivem em águas rasas, onde a luz penetra. Os extensos esqueletos calcários que eles expelem acumulam-se e formam arrecifes, que são uma importante marca do solo marítimo, constituindo um biodiverso habitat. Há menos formas de vida marinha ao solo das mais profundas áreas oceânicas, embora a vida também floresça nos montes submarinos que se elevam das maiores profundezas, onde peixes e outros animais se reúnem para a desova e alimentação. Próximos a essas áreas baixas, vivem peixes demersais que se alimentam largamente de organismos pelágicos ou de invertebrados bentônicos. A exploração do mar profundo por meio de submersíveis revelou um novo mundo de criaturas antes desconhecidas a viver proximamente ao solo. Alguns, como os detritívoros, dependem da neve marinha. Outros se aglomeram em volta de fontes hidrotermais, onde ricos fluxos de minerais emergem, mantendo comunidades cujos produtores primários são bactérias quimiotróficas sulfureto-oxidantes e cujos consumidores incluem bivalves especializados, anêmonas-do-mar, cirripedias, caranguejos, vermes e peixes.(p212) Uma baleia morta afundada ao solo oceânico também fornece alimento para grupos de organismos que similarmente também dependem em grande parte das ações de bactérias redutoras de enxofre. Essas áreas oceânicas abrigam, ainda, biomas únicos onde muitos micróbios novos e outras formas de vida têm sido constantemente descobertas.

## Humanidade e o mar

### Navegação e exploração

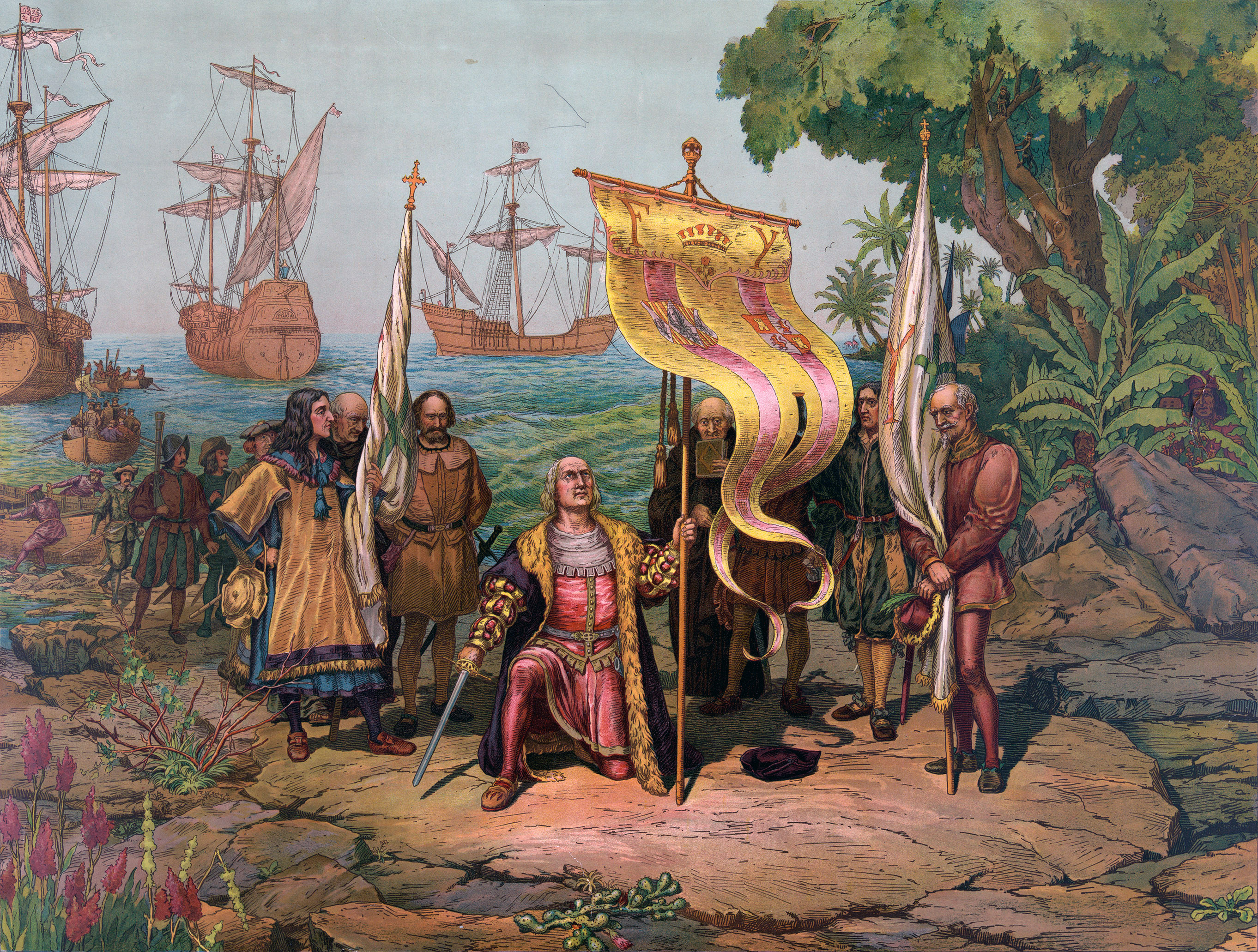
Gravura do século XIX retratado a descoberta das Américas por Cristóvão Colombo, em 12 de outubro de 1492.

As sociedades têm viajado por meio do mar desde tempos pré-históricos, originalmente em jangadas, balsas e canoas de casca e junco. A maior parte das migrações humanas primitivas, no entanto, ocorreu via terra; mesmo as áreas que nos tempos atuais são separadas pelo mar, como as Américas, eram conectadas por pontes terrestres ou gelo permanente durante a última era do gelo. O homo floresiensis, afetado pelo nanismo insular, provavelmente precisou cruzar um estreito de 19 km (12 milhas) na Sundalândia para chegar até Komodo, e, embora os exatos detalhes ainda sejam objeto de estudo por pesquisadores, tem-se como válida a hipótese de que os ancestrais dos aborígenes australianos teriam cruzado o alto-mar na linha de Wallace até a Oceania Próxima há dezenas de milhares de anos.
O povo caçador-coletor ortoiroide começou a se espalhar pelo Caribe a partir do vale Orinoco, na Venezuela, no VI milênio a.C. ou antes. Por volta do mesmo período, mesopotâmios já faziam uso de betume para calafetar seus barcos de junco e, pouco depois, vieram a dominar a concepção de velas. Lotal, no Vale do Indo, abrigou a primeira doca que se tem notícia, por volta de 2 400 a.C.. Em torno de 2 000 a.C., austronésios em Taiwan começaram a se dispersar pelas regiões marítimas do sudoeste da Ásia. De 1300 a 900 a.C., povos austronésios "lapita" executaram grandes façanhas de navegação, indo do arquipélago de Bismarck a lugares distantes como Fiji, Tonga e Samoa. Seus descendentes continuaram a realizar, em canoas especiais, viagens de milhares de milhas; os austronésios das ilhas da Sonda se estabeleceram em Madagascar, a sudeste da África, antes de 500 d.C.; já os polinésios se assentaram em ilhas do Havaí antes de 800, na ilha de Páscoa antes de 1200 e na Nova Zelândia pouco depois.
O faraó Necao II iniciou a construção de um canal que eventualmente veio a ligar o mar Mediterrâneo e o Vermelho por volta de 600 a.C.. Acredita-se que Heródoto tenha autorizado uma expedição de três anos de circunavegação da África a partir do mar Vermelho até o delta do Nilo. Por volta de 500 a.C., o navegador cartaginês Hanão deixou um detalhado périplo de uma jornada pelo Atlântico que teria alcançado ao menos Senegal e possivelmente o monte Camarões; já o grego Píteas deixou outro périplo, que dava detalhes de exploração dos mares ao redor da Grã-Bretanha por volta de 325 a.C.. O grande Farol de Alexandria, do século III a.C., foi considerado uma das sete maravilhas do mundo. No segundo século, o alexandrino Ptolemeu mapeou o mundo até então conhecido, usando as ilhas Afortunadas como seu meridiano primário e incluindo detalhes de lugares tão distantes quanto o golfo da Tailândia. Uma versão modificada de seu mapa foi usada por Cristóvão Colombo durante suas viagens de exploração.
Na era medieval, os viquingues usaram barcos de casco trincado para colonizar a Islândia, Groenlândia, Canadá e Rússia.(12–13) Foi registrado o uso da primeira bússola com declinação magnética no livro clássico do primeiro século chinês Lunheng (論衡). A primeira evidência de seu uso na navegação marítima desse povo, contudo, data ao texto Pingzhou Ketan (萍洲可談), de c. 1115, por Zhu Yu. A publicação De naturis rerum, de Alexander Neckham, contém a primeira menção europeia de uma agulha magnética, datando de 1190, e relata seu uso por marinheiros. A latitude (posição do barco indo de 0° ao equador a 90° aos polos Norte e Sul) podia ser determinada por inclinômetros — incluindo astrolábio, sextante e balestilha — a medir o ângulo entre o horizonte e grandes corpos como o Sol e a Lua. A determinação acurada da longitude (posição do barco a leste ou oeste de determinado ponto fixo), no entanto, era muito mais difícil.

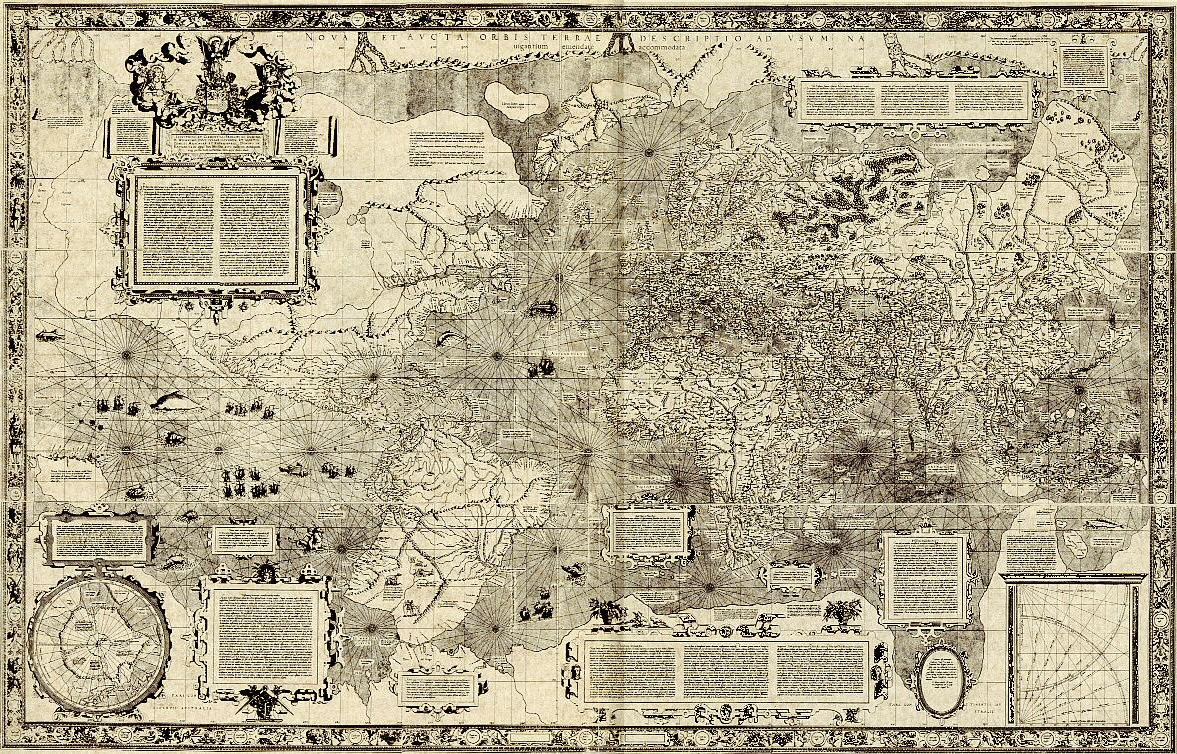
Mapa de 1569 de Gerardo Mercator. A costa do Velho Mundo é retratada com bastante precisão, apesar das grandes distorções desta projeção nas zonas polares e da informação incerta acerca das Américas.

No século XV, marinhas da Europa Ocidental — sendo a de Portugal a pioneira — iniciaram a execução de ainda mais longas viagens de exploração, usando conhecimentos adquiridos e uma variação dos barcos de pesca africanos que recebeu o nome de caravela. Em 1473, Lopo Gonçalves conseguiu cruzar o equador e assim refutar a noção aristotélica de que um anel de fogo barraria a exploração do hemisfério Sul. Bartolomeu Dias passou pelo cabo da Boa Esperança em 1487; no ano seguinte, Vasco da Gama alcançou Melinde, onde um navegador local o ensinou como seguir a monção do Sul da Ásia até a Índia. Em 1492, usando estimativas incorretas da circunferência da Terra, Colombo navegou de Cádis às Canárias e de lá para o Atlântico numa tentativa de alcançar o Oriente. Em vez disso, ele desembarcou numa ilha do mar do Caribe. O resultante intercâmbio colombiano introduziu as batatas, milhos e pimentas ao Velho Mundo, enquanto epidemias de varíola começaram a surgir entre os povos ameríndios. Essa perturbação e a resultante despopulação de determinadas áreas propiciou a rápida colonização espanhola da América e levou à ampla adoção da escravização de povos africanos para o trabalho nos lucrativos cultivos de tabaco, açúcar, índigo e algodão. Em 1519, Juan Sebastián Elcano completou a expedição à vela pelo mundo iniciada por Fernão de Magalhães.(12–13) Esta e outras viagens permitiram a criação de mapas num grau de precisão antes impossível de ser alcançado. Em 1538, Gerardo Mercator concebeu uma projeção cartográfica com rumos (loxodromia) convenientemente constantes e retos.(12–13) No Ártico, em 1594, o capitão neerlandês Willem Barents alcançou Esvalbarda e o mar de Barents; já Anthony de la Roché cruzou a convergência Antártica em 1675, e três expedições separadas — uma britânica, uma estadunidense e outra russa — reivindicaram a descoberta da Antártica em 1820. Nem todas as viagens de descoberta, contudo, partiram da Europa Ocidental. Embora o mapeamento preciso da costa da Rússia só tenha sido iniciado no século XVIII e o arquipélago de Severnaya Zemlya não fosse conhecido até 1910, navegadores de Novogárdia já exploravam o mar Branco desde pelo menos o século XIII. Mesmo com sua preferência de longa data pela autarquia, a China se abriu brevemente durante a dinastia Sung e a mongol Yuan. No início do século XV, a frota de navios do tesouro sob o comando de Zheng He navegou repetidamente a partir da China Ming com tripulações de cerca de 37 000 homens em um total de 317 embarcações, alcançando lugares distantes como a costa africana.(12–13) A exploração chinesa, entretanto, foi reduzida e banida posteriormente. Os povos da Ásia Oriental passaram a conhecer as formas de outros continentes somente a partir dos mapas de Matteo Ricci.

Mapa-múndi, em língua chinesa, elaborado por Matteo Ricci e colaboradores nativos, com o nome de 坤輿萬國全圖 (Kūnyú Wànguó Quántú; em italiano: Carta Geografica Completa di tutti i Regni del Mondo). Na história registrada, foi o primeiro dos mapas orientais a guardar alguma proximidade com o estilo cartográfico ocidental. Chamado de "tulipa negra da cartografia" por sua "raridade, importância e exotismo", foi uma obra crucial para a expansão do conhecimento oriental sobre o resto do mundo.

A determinação de longitudes continuou a envolver aproximações e estimativas vagas; seu cálculo requeria o uso de cronômetro marinho, um medidor acurado que permitia comparações entre o meio-dia a partir da posição relativa do navio e o tempo exato num determinado ponto, como o Observatório Real em Greenwich. O prêmio britânico Longitude foi concedido em 1773 a John Harrison, pelo seu desenvolvimento de um medidor específico para atividades marítimas em 1761. James Cook usou uma cópia dessa invenção em sua segunda e terceira viagens para o estudo do Pacífico, exploração essa que inspirou outros estudos na Rússia, França, Países Baixos e Estados Unidos.(p15) A finalização de instalação de um cabo telegráfico submarino a cruzar o canal da Mancha em 1850 e subsequentes ligações do All Red Line levaram a um aumento do interesse pelo fundo do mar. Ideias iniciais de que não poderia existir vida abaixo de trezentas braças (550 metros ou 1 800 pés) foram refutadas em 1860, quando uma linha mediterrânea falhou e foi puxada para cima, percebendo-se que estivera a uma profundidade quatro vezes maior, completamente encrustada nas profundezas do oceano. A descoberta de Michael Sars de "fósseis vivos" aos fundos dos fiordes da Noruega ajudou a impulsionar os esforços de estudo da Marinha Real Britânica, incluindo a Expedição Challenger durante a década de 1870, que criou efetivamente a oceanografia moderna.(p15) De 1878 a 1880, a expedição Vega executou com sucesso a passagem do Nordeste, circunavegando pela primeira vez as formações continentais que um dia foram a Eurásia. Na metade da década de 1890, Fridtjof Nansen usou um navio especialmente desenhado para flutuar pelo bloco de gelo do norte, levando ao entendimento de que o Ártico era um mar aberto. Em 1898 e 1899, Carl Chun descobriu e estudou muitas formas de vida características de mais de 4 000 m (13 000 pés) abaixo da superfície do Atlântico Sul.
No século XX, o Gjøa foi a primeira embarcação a concluir a passagem do Noroeste, em 1906. Em 1921, A Organização Hidrográfica Internacional, em Mônaco, padronizou a análise técnica e a pesquisa no mar; já em 1924, as Discovery Investigations buscaram estudar as baleias e mapear os mares próximos à Antártida. Em 1930, a batisfera era capaz de descer a uma profundidade de 434 metros (1 424 pés) com o auxílio de cabos e, na década de 1940, Jacques-Yves Cousteau ajudou a desenvolver o primeiro equipamento funcional de scuba e a popularizar o mergulho subaquático. A Guerra Fria e o desenvolvimento da exploração de óleo e gás propiciaram outra tendência de interesse geral crescente pela pesquisa marítima; por volta de 1960, o batiscafo Trieste conseguiu levar uma tripulação a 10 915 m (35 810 pés) adentro da fossa das Marianas, e, em 2006, um mergulhador da Marinha dos Estados Unidos, num atmospheric diving suit, alcançou com sucesso profundezas de 2 000 pés (610 m) abaixo do nível do mar.
Nos dias atuais, o sistema de posicionamento global propicia navegações acuradas pelo mundo com o auxílio de mais de trinta satélites e com tempo de mensagem extremamente exato. Pesquisas oceanográficas mais recentes incluem o estudo de formas de vida marinha conhecidas e ainda desconhecidas, conservação, ambiente marítimo, química do oceano, modelamento de dinâmicas climáticas, estudo de padrões do clima, recursos oceânicos, energias renováveis, ondas e correntes, além da concepção e desenvolvimento de novas ferramentas e tecnologias para a investigação das profundezas do mar, por exemplo. Pesquisadores fazem uso de sensoriamento remoto via satélite para águas de superfície, além de embarcações destinadas à pesquisa, observatórios ancorados e veículos de navegação subaquática autônoma para o exame e monitoramento de todas as partes dos oceanos.

### Comércio

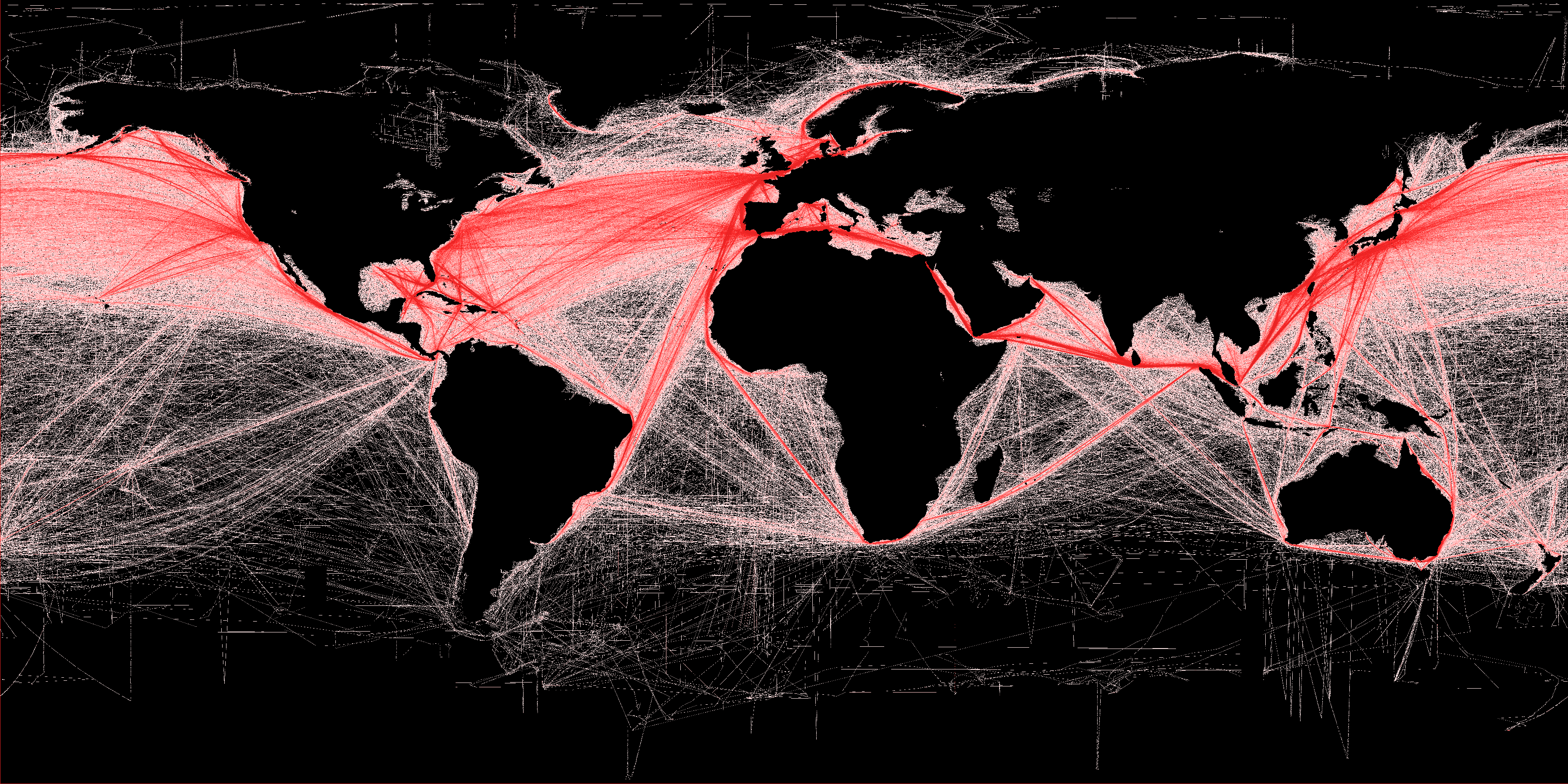
As mais comuns rotas de navegação e a relativa densidade da rede marítima pelo globo.

O uso de rotas no mar para transporte de mercadorias é um dos elementos basilares do comércio desde o despontar da civilização, quando a Suméria era conectada à Índia Harappeana. Por volta de 2 000 a.C., os minoicos de Creta estabeleceram uma forma primitiva de talassocracia, um império marítimo fortemente dependente de seu poder naval e de mercados. Os governos das cidades-estado dos fenícios e gregos os substituíram nos séculos após 1 200 a.C., estabelecendo longínquos impérios coloniais que iam do mar de Azov à costa atlântica de Marrocos. Com os romanos, o comércio marítimo continuou a progredir. Nos primeiros séculos antes de Cristo, a interrupção, por parte de nômades das estepes, do acesso da Índia ao ouro da Sibéria motivou esse povo a criar rotas até a Malásia e Indonésia, expondo a população do primeiro à cultura hindu e então colocando-as em contato com comerciantes muçulmanos. Com o colapso dos romanos, o comércio europeu minguou, mas a atividade continuou a se desenvolver em outros lugares. A dinastia Chola, de origem tâmil, prosperou com atividades mercantis entre a China Tangue, o Serivijaia javanês e o Califado Abássida no oeste. Seguindo conquistas seguintes, os arábios vieram a dominar o comércio marítimo no Índico, espalhando o islão pela costa leste africana e eventualmente pela costa sudoeste asiática. Um dos principais efeitos da era dos descobrimentos foi a unificação das redes de rotas regionais do globo num único mercado mundial, em grande parte operacionalizado por e para as monarquias europeias e mercadores de Amesterdão, Londres e de outros portos do Atlântico. Do século XVI ao XIX, cerca de treze milhões de pessoas foram transportadas por vias marítimas atlânticas para serem vendidas como escravas nas Américas. A Blue Riband foi um prêmio dado às viagens comerciais mais rápidas a cruzarem esse oceano.
Na contemporaneidade, grandes quantidades de bens e produtos são transportadas pelo mar, especialmente pelo oceano Atlântico e pelo Círculo do Pacífico. Uma das mais importantes rotas comerciais passa pelas Colunas de Hércules, cruza o Mediterrâneo e o canal de Suez para o oceano Índico e prossegue pelo estreito de Malaca; há viagens, ainda, pelo canal da Mancha e vários outros pontos estratégicos de navegação pelo mundo. Dentro desse processo, as rotas comerciais são os trajetos padronizados em alto-mar usados por embarcações cargueiras, tradicionalmente executadas com o auxílio de alísios e correntes. Mais de sessenta porcento do trafego mundial de contêineres é manejado em cerca de vinte principais rotas comerciais. O crescente derretimento do gelo do Ártico possibilita desde 2007 o atravessar de navios pela passagem do Noroeste durante algumas semanas do verão, evitando rotas maiores como a de Suez ou do canal do Panamá. O transporte marítimo é suplementado pelo transporte aéreo, um método mais dispendioso e comumente usado para cargas mais valiosas ou perecíveis. O comércio marítimo movimenta mais de 4 trilhões de dólares em bens e produtos por ano.
Antes da contentorização, na década de 1950, as cargas marítimas e mercadorias eram carregadas, transportadas e descarregadas de forma fragmentada. O uso de contêineres otimizou grandemente a eficiência e baixou o custo de tais movimentações, com a maioria do frete, na atualidade, sendo manejada a partir de uma padronização de tamanhos e pesos, em compartimentos com dispositivos de segurança, carregados em navios cargueiros do tipo porta-contentor em terminais dedicados. Nesse contexto, os transitários desempenham o papel de firmar agendas de carga, organizar retiradas e entregas e gerenciar documentações. A segurança dessa modalidade de navegação é regimentada pela Organização Marítima Internacional, convocada pela primeira vez em 1959. Suas incumbências incluem o desenvolvimento e a manutenção de quadros regulatórios de frotas e rotas, salvaguarda marítima, atuação em questões ambientais, assuntos legais, cooperação técnica, entre outras competências.

### Pesca
Há 40 000 anos, populações humanas da Ásia Oriental já consumiam grandes quantidades de peixe de água fresca. A caça submarina com arpões farpados pelos litorais passou a se difundir já a partir do paleolítico. Por volta de 2 500 a.C., viveiros de peixe eram comumente usados como cercania de templos sumérios. Um texto clássico chinês credita o negociante do século X a.C. Fan Li como o primeiro indivíduo conhecido a trabalhar com piscicultura. Um fragmento remanescente de itinerário de Pártia, escrito por Isidoro de Cárax e datado do século I, descreve locais propícios ao mergulho livre para a caça de pérolas no Golfo Pérsico, e uma obra do segundo século, Halieutics, de Opiano, refere-se aos quatro principais métodos romanos e gregos de pescaria como sendo anzol-e-linha, rede, armadilha passiva e por tridente.
Barcos de pesca tradicionais operam comumente em águas costeiras. Durante a Baixa Idade Média e início da Idade Moderna, contudo, a pescaria de alto-mar — particularmente de bacalhau — foi particularmente importante para o desenvolvimento econômico e naval da Europa Setentrional, Nova Inglaterra e Canadá. A sobrepesca pela costa do mar do Norte impulsionou o desenvolvimento de embarcações de caça de águas profundas, sobretudo de arrasto, como o Brixham e outros arrastões, que podiam servir como naves-mãe para barcos de baixo calado para palangre. No século XIX, avanços como o transporte ferroviário, a conservação de alimentos e a refrigeração permitiram que a pesca se tornasse uma indústria eminente. Os sonares, a partir de melhoramentos desenvolvidos durante as guerras mundiais, foram adaptados como fatômetro. Na década de 1950, grandes barcos-fábrica capturavam e processavam pescado em unidades por hora na mesma quantidade que o total de uma temporada de um arrastão. Já nos anos 1960, as caças marítimas no Norte Atlântico e Norte Pacífico estiveram próximas à exploração máxima. Como efeito do rápido avanço da atividade, sua capacidade de captura aumentou de 18 milhões de toneladas métricas em 1950 para cerca de 85 milhões no fim da década de 1980.
A abertura econômica da China levou a um massivo crescimento de sua produtividade pesqueira, de 7% do total mundial em 1961 a 35% em 2010. A evolução de estudos científicos sobre dinâmica de populações marinhas e a nacionalização de áreas oceânicas têm ajudado no enfrentamento à superexploração desses recursos, mas o sucesso da indústria da pesca comercial tem exigido ações corretivas contundentes. Em 1992, por exemplo, a pescaria de bacalhau no noroeste do Atlântico entrou em colapso, reduzindo-se a menos de 1% de seus níveis históricos e requerendo uma grande moratória por parte do governo do Canadá. A China tem aplicado uma política de zero crescimento para a captura desde 2000, redirecionando sua indústria pesqueira para a aquacultura; suas frequentes interdições de atividade pesqueira em áreas disputadas do mar da China Meridional são impostas sob protesto dos Estados vizinhos.
Em 2006, estimava-se que 43,5 milhões de pessoas estariam envolvidas na captura ou criação de frutos do mar, 85,5% das quais localizadas na Ásia. Cerca de três quartos era de pescadores e o restante de aquacultores. Em 2012, o total da produção de pescado, seja de peixes, crustáceos, moluscos ou outros animais aquáticos, bateu o recorde de 158 milhões de toneladas métricas (174 milhões de toneladas curtas), das quais 91,3 milhões de toneladas métricas (100 milhões de toneladas curtas) foram capturadas em habtat natural. O índice é também um recorde se não for considerada a captura peruana de engraulis ringens, cuja população pode variar drasticamente com o ciclo do El Niño. A tendência geral é de permanência de crescimento do índice em decorrência da expansão da aquacultura em águas interiores e da maricultura no oceano em vez de capturas massivas como a de arrasto. As zonas econômicas exclusivas nas imediações de países costeiros sob o regine da CNUDM têm permitido a estados instituir cotas de captura e outros decretos de manutenção nas regiões mais produtivas dos mares, tendo as atividades sob essas medidas representatividade de cerca de 87% do total da colheita anual. Mudanças radicais nos indicadores dessa indústria podem ter efeitos drásticos — a exemplo da calmaria de pesca ao longo da Primeira Guerra Mundial, que acarretou acúmulo no de demanda e fez com que as capturas no mar do Norte em 1919 duplicassem no comparativo com 1913. Nas últimas décadas, as espécies mais frequentemente e globalmente pescadas têm sido arenque, bacalhau, engráulido, atum, linguado, tainha, lula e salmão. As populações de parte desses grupos, bem como de grandes peixes predadores, encontram-se abaixo dos níveis históricos.
Mais de três milhões de navios são usados para pesca em todo o mundo. Modernas embarcações pesqueiras incluem arrastões de popa, cercadores, navios-fábrica com palangre e grandes navios-fábrica adaptados à permanência em alto-mar por semanas, com mecanismos de processamento e congelamento de grandes quantidades de peixe. Os equipamentos mais tradicionais usados para a captura variam entre diferentes tipos de rede, como as de emalhar, dragas e palangres. A Organização das Nações Unidas para Alimentação e Agricultura encoraja o desenvolvimento de organizações pesqueiras locais no intuito de zelar pela segurança alimentar de pequenas comunidades costeiras e ajudar a diminuir a pobreza por meio da atuação comunitária coordenada. Uma mais embarcações mais notórias história é o barco-fábrica baleeiro Tonan Maru №2, que foi atingido por torpedos em quatro ocasiões de período de guerra e reparado ou reedificado após cada uma delas. Construída com design norueguês, a frota baleeira japonesa provia metade da demanda de carne do país durante a ocupação estadunidense e permanece como a mais ativa do mundo. Baleeiros similares na Europa inspiraram os barcos-fábrica da atualidade.
Cerca de 79 milhões de toneladas métricas (87 milhões de toneladas curtas) de produtos alimentícios e não alimentícios foram produzidos a partir de aquacultura em 2010, um recorde até aquele ano. Algo entre seiscentas espécies de animais e plantas foram cultivados, entre fusiformes, répteis aquáticos, crustáceos, moluscos, pepinos-do-mar, ouriços, urocordados e medusas. A maricultura integrada tem a vantagem de que há, no mar, suprimento de alimentos planctônicos prontamente disponível e remoção natural de resíduos; em casos onde tais resíduos possam ser prejudiciais ao cultivo, técnicas multitróficas podem ser usadas para, por exemplo, alimentar grupos de mariscos a partir dos restos produzidos em cultivos de salmão. Nesse contexto, muitos métodos podem ser empregados; cercos de malha para peixes comuns podem ser suspensos no mar aberto, jaulas podem ser usadas em águas protegidas ou tanques podem ser renovados com água a cada maré alta. A carcinicultura, ainda, pode ser executada em lagoas rasas ligadas ao mar aberto. Cordas pode ser penduradas na água para que nelas cresçam algas, ostras e mexilhões. Ostras podem ser cultivadas também em espécies de bandejas ou em tubos de malha. Pepinos-do-mar podem ser criados em rancho no fundo do mar. Programas de reprodução em cativeiro têm cultivado larvas de lagosta para o lançamento prematuro ao mar, resultando posteriormente em aumento da colheita de lagosta, como é feito em Maine, por exemplo. Pelo menos 145 espécies de algas vermelhas, verdes e marrons são consumidas pelo mundo, algumas com grandes tradições de cultivo no Japão e outros países asiáticos, denotando grande potencial de algacultura. Algumas plantas marítimas de flor são amplamente usadas para alimentação, como a salicornia sapal, consumida tanto na forma crua quanto cozinhada. Uma das grandes dificuldades da execução de aquacultura é a tendência à monocultura e o risco associado da difusão de doenças nas populações cultivadas. Na década de 1990, por exemplo, na China, uma epidemia destruiu o cultivo de chlamys farreri e camarão branco, requerendo sua substituição pela cultura de outras espécies. Já a carcinicultura foi motivo de destruição de grandes áreas de manguezal no sudeste asiático.

### Lei
O direito marítimo é a ramificação específica de lei nacional aplicada a questões e crimes envolvendo o mar, este que foi entendido por séculos, desde a antiguidade, em decorrência das viagens marítimas, como uma jurisdição única. Leis como a romana e a bizantina foram importantes influências a códigos como o francês e o hanseático, responsáveis, por sua vez, pelo estabelecimento da primeira corte marítima, de origem inglesa. Diferente do common law, as cortes marítimas eram próximas ao sistema romano-germânico, deixando espaço para a ocorrência de irregularidades e abusos. Ilegalidades desse tipo tiveram impacto, por exemplo, em eventos históricos como a instauração da Revolução Americana. A adoção da constituição vigente dos Estados Unidos reintroduziu a lei marítima americana, porém com esfera relativamente maior para decisões por júri.
A Lei do Mar foi instituída pela Convenção das Nações Unidas sobre o Direito do Mar (CNUDM), o maior tratado internacional corrente do gênero. Séculos antes, impérios como o romano e da China reivindicaram jurisdição universal; durante a Idade Média, repúblicas marítimas da Itália, como Veneza e Gênova, reconhecendo a existência de estados rivais, vindicavam o direito de fechar os mares ao seu tráfego. A busca dos impérios Português e Espanhol por direitos similares em novos mares e terras durante a Era dos Descobrimentos e o apoio papal de seus clamores foi um significante fator de influência nas guerras de religião na Europa; em 1609, um jurista contratado para defender um lucrativo esquema de pirataria pela Companhia Holandesa das Índias Orientais escreveu o Mare Liberum, um ensaio de argumentação em favor da liberdade dos mares, que, em última instância, ensejou o compromisso de que o território marítimo se estenderia "tão longe quanto a distância que um tiro de canhão em terra poderia alcançar", padronizando-o em três milhas náuticas (5 556 m ou 18 228 pés), e que tudo além de tal área seria alto-mar. O presidente dos Estados Unidos Woodrow Wilson, por exemplo, arrazoou esse princípio durante a entrada estadunidense na Primeira Guerra Mundial e como um de seus Quatorze Pontos, criados em posterior; no entanto, a arrogação unilateral pela jurisdição de reservas de petróleo e gás no golfo do México, partida do presidente Truman, em 1945, levou diretamente ao fim do regime.
A CNUDM vigente foi assinada em 1982 e entrou em vigor em 1994. Ela declara que "o alto-mar é aberto a todos os estados soberanos, tanto os costeiros quanto os não costeiros" e provê uma lista não exaustiva de liberdades, que inclui a de navegação, sobrevoo, inserção de cabos submarinos, construção de ilhas artificiais, pesca e pesquisa científica. Ela estende as águas territoriais a doze milhas náuticas (22,2 km ou 13,8 milhas) a partir de uma linha de base geralmente — mas não sempre — equivalente à baixa-mar média de sizígia, um fator que representa a altura média das mais baixas baixa-mares nas marés semidiurnas; essa área fica sujeita a leis nacionais, porém livre para passagem casual e tráfego comercial. Uma "zona contínua" de mais doze milhas náuticas é liberada para perseguições de segurança envolvendo embarcações acusadas de qualquer violação legal ou crime em águas territoriais, envolvendo tributação, imigração ou infrações de poluição, por exemplo. Uma "zona econômica exclusiva" dá limites geográficos à exploração da vida marinha e de minerais entre duzentas milhas náuticas (370 km ou 230 milhas) da linha de base sob supervisão nacional. Para efeitos legais, a "plataforma continental" é considerada de facto uma plataforma continental (a uma profundidade de 200 m ou 660 pés) contígua à linha de base ou duzentas milhas náuticas, o que for maior; animais marinhos e minerais "anexos ao" (ou abaixo) solo oceânico dentro dessa área também recaem em supervisão nacional.

### Guerra

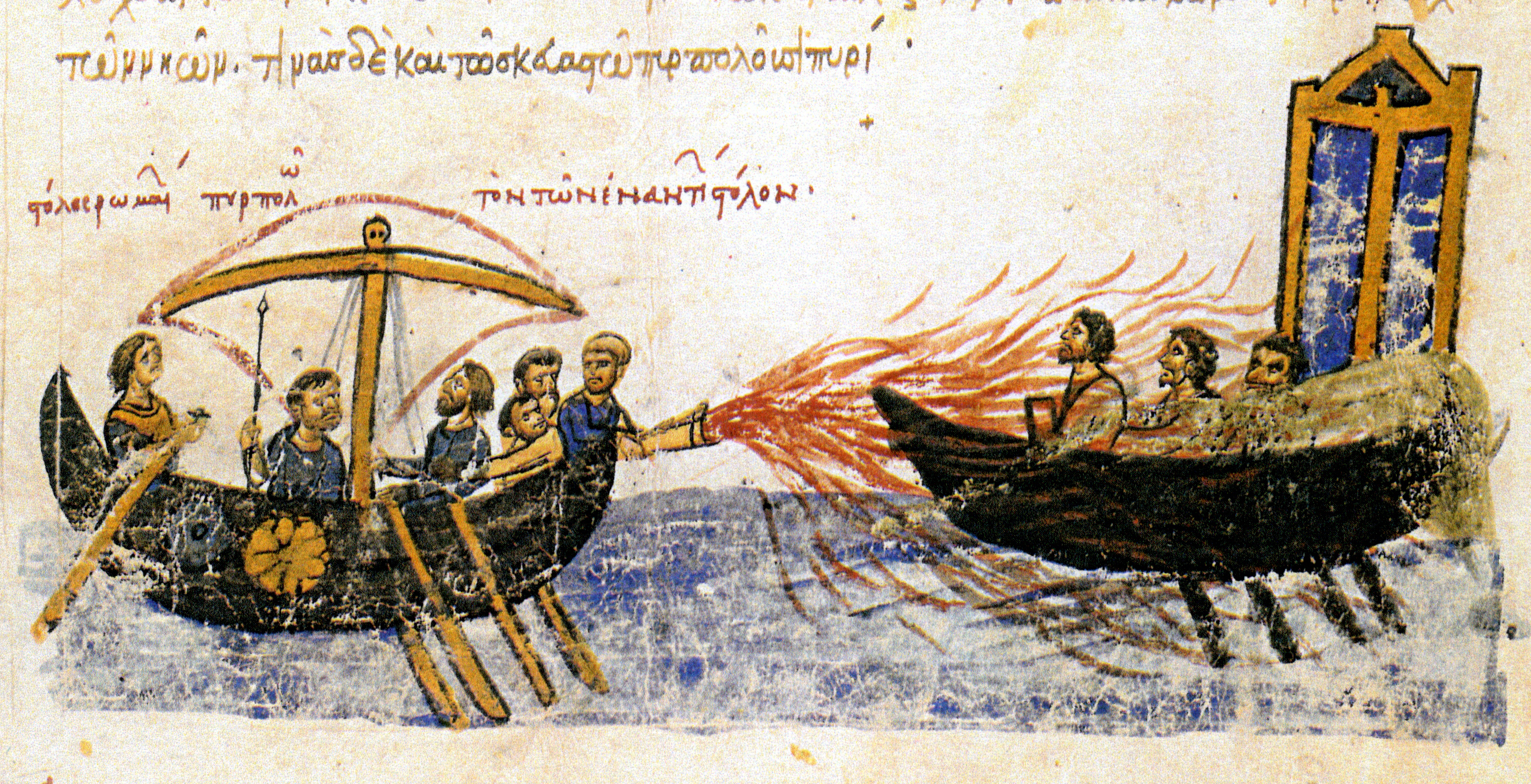
Um galé bizantino a usar fogo grego contra barcos rebeldes no século IX

Desde o desenvolvimento de frotas coordenadas capazes de desembarcar forças de invasão, o militarismo naval tem sido um importante braço de defesa ou conquista de estados marítimos. O primeiro combate naval na história que se tem registro envolveu Supiluliuma II de Hititas a incendiar uma frota cipriota ao mar em 1 210 a.C. Pouco depois, frotas dos povos do mar rebentaram todo o Mediterrâneo Oriental: por um período de cerca de cinquenta anos, incursões e invasões destruíram violentamente quase que todas as cidades costeiras entre Pilos e Gaza. Com o desenvolvimento dos impérios e o crescimento de seus exércitos de forma tal que se fazia necessário que habitassem áreas fora das terras pelas quais passavam, a interrupção do abastecimento de suas frotas também se tornou uma poderosa tática de guerra. A batalha de Salamina, em 480 a.C., por exemplo, determinou em grande parte o curso das Guerras Médicas, não por causa de seus danos inerentes (embora consideráveis), mas sim porque a enganação a Temístocles e a estratégia superior permitiram que os atenienses fossem capazes de romper a transferência de suprimentos via oceano à vontade e atacar potencialmente em pontes flutuantes pelo Helesponto, eliminando a linha de retirada dos persas. Durante a era dos navios de madeira, no entanto, grandes frotas eram onerosas de se manter e sempre suscetíveis à destruição por clima adverso, tendo como caso notório o dos dois tufões kamikaze que evitaram as invasões mongóis ao Japão em 1274 e 1281

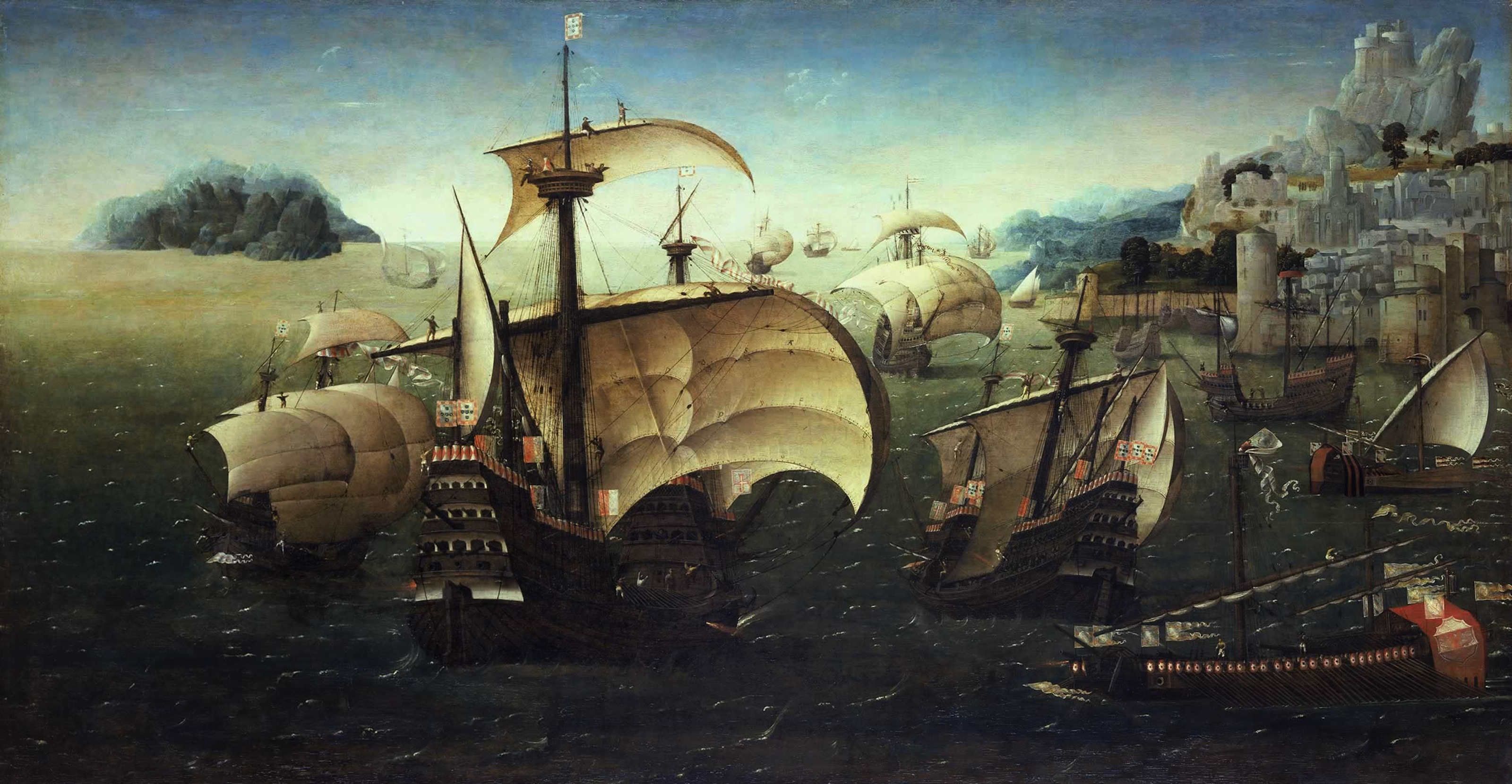
Carraca Santa Catarina do Monte Sinai, um dos mais poderosos navios de guerra da história da Marinha Portuguesa

A pirataria foi apoiada por muitos povos e estados ao longo da história, entre eles os viquingues, japoneses, ingleses e berberes, por exemplo. Na contemporaneidade, ela permanece como um problema, dado o custo envolvido na proteção e segurança de cada navio mercante ou no policiamento extensivo de litorais.
No mundo antigo, em adição à Batalha de Salamina, foi também exemplo de grande enfrentamento naval a Batalha de Áccio, que permitiu a fundação do Império Romano de Augusto. Na era moderna, foram notórias, por exemplo, as vitórias do Reino da Inglaterra contra a Invencível Armada, em 1588, e a Batalha de Trafalgar, em 1805, que quebrou as ameaças de invasão pelas forças terrestres superiores dos impérios Espanhol e Francês.

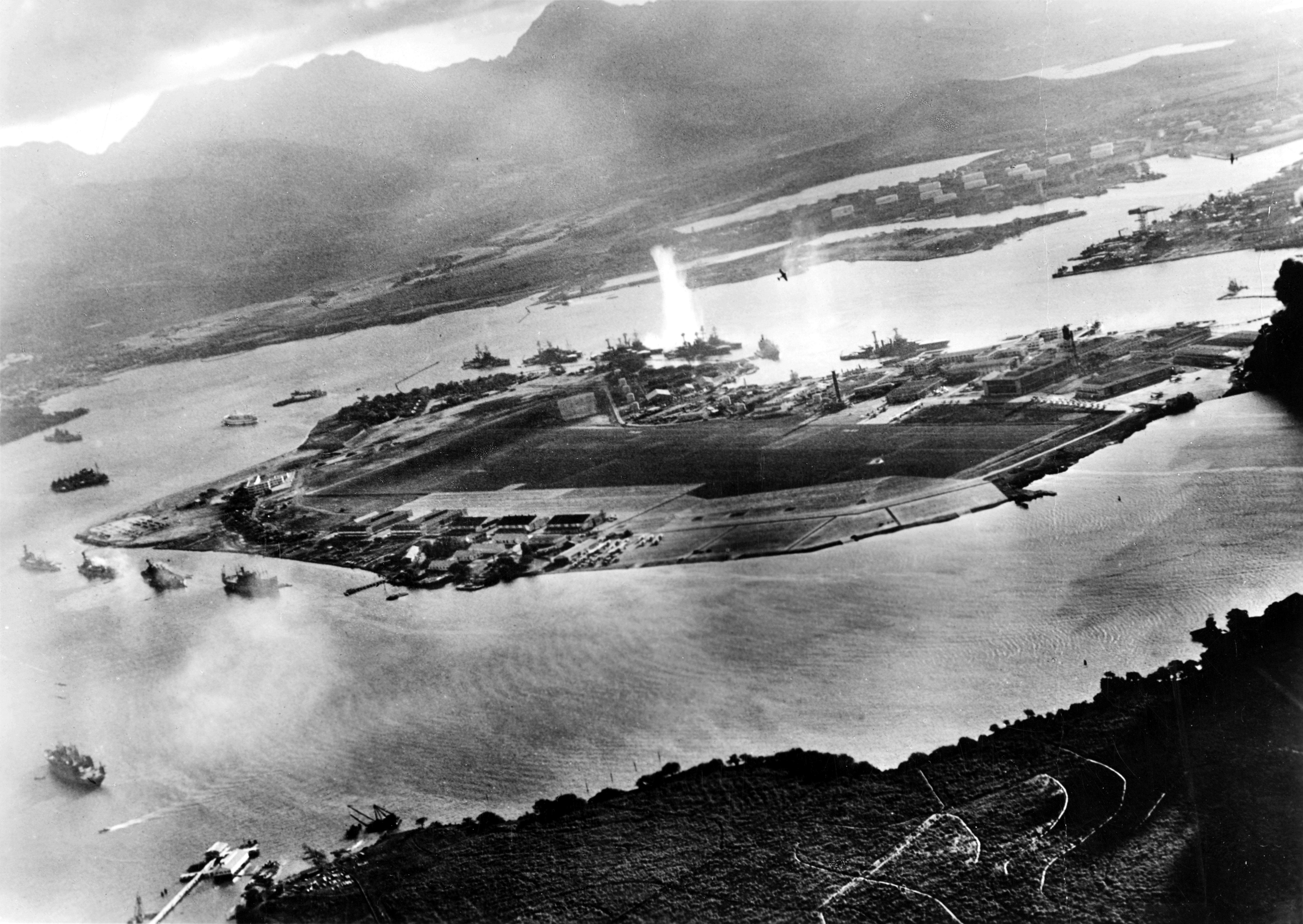
Demonstrativo de poderio naval moderno. Torpedo a atingir o USS West Virginia durante o ataque a Pearl Harbor.

Com o vapor, placas de aço produzidas em massa e cartuchos explosivos, os gunships europeus propiciaram o neoimperialismo do século XIX, forçando amplo acesso à África, China, Coreia e Japão em termos favoráveis para seus mercadores. Embora políticas internas dificultassem a modernização chinesa, o poder naval estadunidense permitiu uma ampla reforma nipônica, que deu frutos durante a Batalha de Tsushima, em 1905, quando os japoneses foram capazes de derrotar decisivamente a Rússia. De início, as grandes marinhas focavam seus esforços na construção de robustos dreadnoughts e couraçados, mas estes lutaram de forma pouco eficaz na Primeira Guerra Mundial. Contrastantemente, os u-boots alemães foram exemplos de como submarinos poderiam paralisar o transporte até mesmo em águas nominalmente controladas pelo inimigo. Na Segunda Guerra Mundial, comboios, inteligência e mecanismos de guerra aérea antissubmarino foram grandes responsáveis por importantes vitórias, como a da Batalha do Atlântico; mas desenvolvimentos em física aplicada incorreram que, por volta da década de 1960, submarinos nucleares lançadores de mísseis balísticos fossem mantidos em patrulha constante na forma de força de segunda investida juntamente com um segundo conjunto de caçadores destinados a contra-atacar. Enquanto isso, as batalhas nos palcos de enfrentamento do Mediterrâneo e Pacífico evidenciaram a força aérea capaz de sobrepujar os mais fortes navios de guerra.

### Viagem

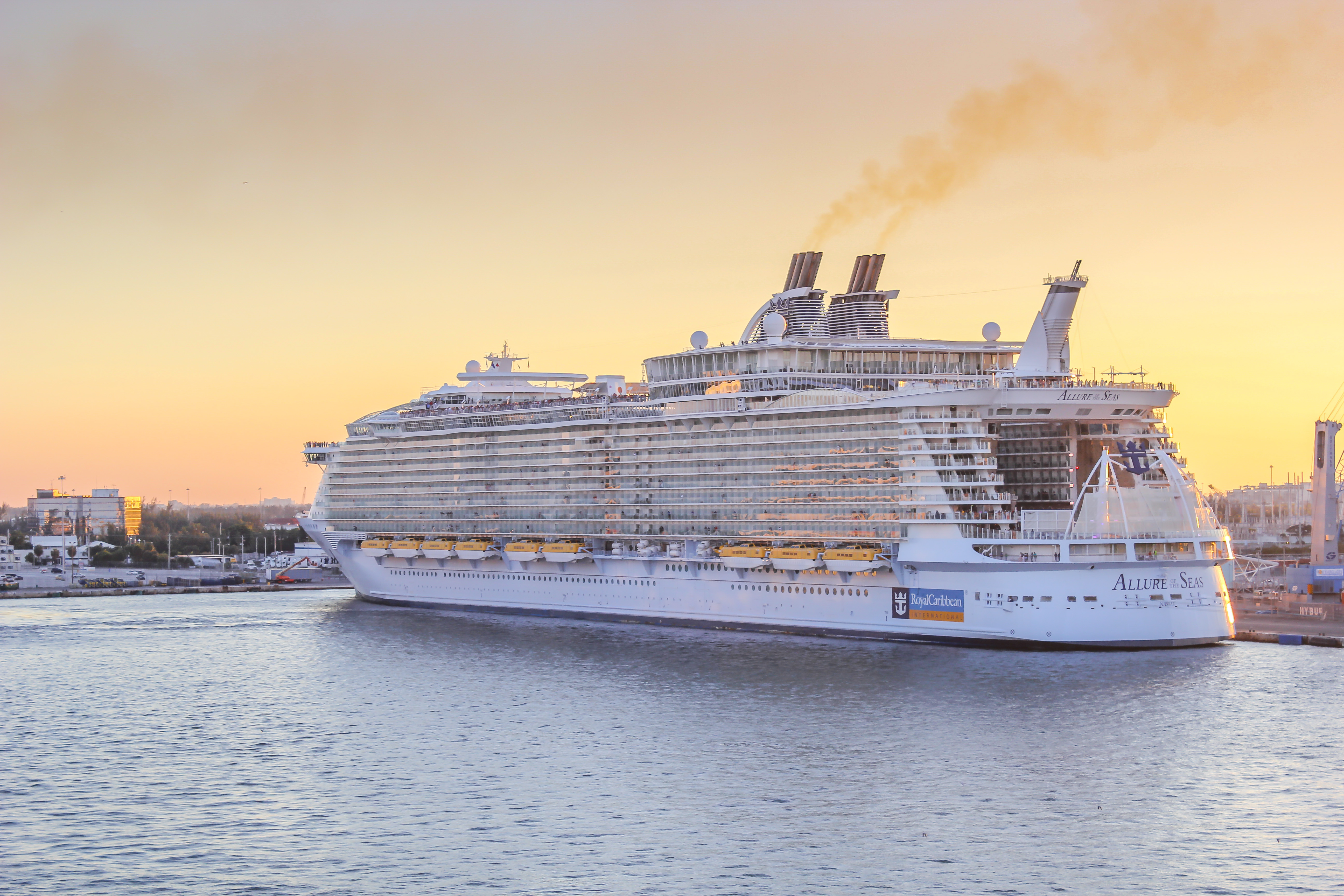
MS Allure of the Seas, da Royal Caribbean International, o maior navio de cruzeiro do mundo.

Embora o uso de pequenas embarcações particulares para o transporte pessoal remonte à pré-história, grandes navios capazes de enfrentar o oceano aberto estiveram tipicamente relacionados ao comércio ou à pesca na maior parte da história humana. Mesmo campanhas militares frequentemente contratavam ou comandavam tais frotas privadas para servir de transporte de tropas, do mesmo modo executado para atividades mercantis, peregrinação e turismo de abastados na antiguidade e Idade Média. As viagens de exploração e colonização eram comumente financiadas pela coroa; quando não, enquadravam-se no fretamento ou então embarcações eram compradas e em seguida destinadas para transporte de suprimentos e mercadorias, após o uso inicial. Serviços dedicados e programados de passageiros locais começaram a ser oferecidos nos séculos XVI e XVII, embora a Black Ball, de 1817, tenha sido a primeira linha de passageiros transatlântica. Na era da navegação à vela, a duração de tais incursões dependiam dos ventos dominantes e do clima. Durante o século XIX, transatlânticos movidos a vapor conectavam redes de ferrovia pelo mundo. Por volta de 1900, a travessia do Atlântico durava cerca de cinco dias, e as linhas de passageiros competiam para ganhar disputas informais de rapidez de trajeto como estratégia de promoção mercadológica. Durante vinte anos, a partir de 1909, a Blue Riband foi entregue ao RMS Mauretania por sua velocidade média de 26.06 nós (48.26 km/h). Essa era passou a minguar a partir da concepção e popularização dos voos intercontinentais, mais rápidos e baratos, sobretudo na rota Nova Iorque–Paris de 1958.
Na contemporaneidade, o mar permanece como um lugar propício a atividades recreacionais como as viagens de cruzeiro. Ele é, também, um canal de escape para refugiados e emigrantes, alguns a viajar em embarcações precárias e impróprias para o enfrentamento do alto-mar e outros traficados em navios de transporte. Alguns fogem de perseguições políticas ou religiosas, por exemplo, e outros são social ou economicamente vulneráveis a procurar melhores condições de vida em outros países.

### Lazer
A utilização do mar para o lazer se desenvolveu no século XIX e tornou-se uma indústria economicamente significativa no século XX. As atividades desenvolvidas variam e incluem passeios de náutica de recreio pesca desportiva e viagens comerciais em navios de cruzeiro, por exemplo; além de programas ecoturísticos e de observação de cetáceos e aves costeiras.
Muitos povos mostraram gosto pela aventura ao mar ao longo da história. É uma atividade comum às crianças o refrescar em águas rasas, enquanto outros apreciam a natação ou relaxamento na praia. Tais atividades, no entanto, nunca foram costumeiras a todas as sociedades. Na Europa, o banho de mar conquistou grande adesão somente no século XVIII, após a advocacia de William Buchan em favor de tal prática para fins de saúde. O surfe foi um dos esportes aquáticos que mais amplamente se popularizou na contemporaneidade, por meio do qual o utilizador se equilibra numa prancha em meio à ocorrência de ondas e nesse ambiente realiza manobras. Outros semelhantes, conhecidos como esportes de aventura ou radicais, incluem o kitesurf; o windsurf e o esqui aquático, por exemplo.
Abaixo da superfície, o mergulho livre é necessariamente restrito a descidas rasas. Caçadores de pérolas tradicionalmente untam sua pele, inserem algodão nos ouvidos e clipes em seus narizes, e então mergulham 12 m (40 pés) com cestas, a fim de coletar ostras perlíferas. Os olhos humanos não são adaptados para o funcionamento abaixo d'água, mas a visão pode ser melhorada com o uso de máscara de mergulho. Outros equipamentos úteis incluem pés de pato e snorkels. Os utensílios de scuba propiciam a respiração subaquática, permitindo a permanência abaixo da superfície durante horas. A profundidade que pode ser alcançada e o tempo máximo de mergulho são limitados pelo aumento de pressão experienciado com a descida e pela necessidade de prevenção da doença de descompressão ao retorno da água. Praticantes da modalidade recreacional são aconselhados a limitar-se a profundidades menores que 30 m (100 pés), além da qual o perigo de narcose por nitrogênio cresce. Mergulhos maiores podem ser feitos com equipamentos especiais e treinamento.

### Geração de energia
O mar é capaz de fornecer grandes quantidades de energia, carregada pelas ondas, marés, diferenças de salinidade e de temperatura, as quais podem ser aproveitadas para geração de eletricidade. As formas de 'energia verde' marinha envolvem maremotriz, correntes, energia osmótica, térmica e de ondas. No tocante à potência energética das marés, são utilizados geradores para se produzir a eletricidade a partir de seus fluxos. Também podem ser usadas barragens com o fim de armazenar e liberar água do mar. A usina maremotriz de La Rance, por exemplo, com 1 km (0.62 milhas) de comprimento, localizada próxima a Saint-Malo, na França, aberta em 1967, gera cerca de 540 GWh por ano. Tal equipamento foi a primeira usina do gênero a ser construída no mundo.(111–112)
A grande e altamente variável energia fornecida pelas ondas possui também enorme capacidade destrutiva, fazendo com que maquinarias de geração e captação acessíveis e confiáveis sejam problemáticas de se desenvolver. Por exemplo, uma usina maremotriz comercial de pequeno porte com capacidade de 2 MW, chamada "Osprey", construída no norte da Escócia em 1995, cerca de 300 metros (1 000 pés) distante da costa, foi danificada pela força das ondas e posteriormente destruída por uma tempestade em decorrência de sua localização.(p112) Quando devidamente aproveitada, contudo, a potência das correntes marinhas pode ser capaz de suprir parcial ou totalmente as necessidades energéticas de áreas populadas inteiras próximas ao mar. Em princípio, essa pode ser aparelhada em turbinas de fluxo aberto; sistemas como esse para atuação na área próxima ao solo oceânico também são fabricados, mas limitam-se a uma profundidade de cerca de 40 m (130 pés).
Os parques eólicos marítimos constituem outra recorrente forma de geração de energia em área de mar, por meio do uso de aerogeradores instalados em plataformas na superfície oceânica; essa modalidade tem a vantagem de que, nessas localidades, a velocidade do vento é maior, embora parques desse tipo sejam mais onerosos que os implantados em terra. O primeiro parque offshore de energia eólica foi construído na Dinamarca, em 1991. A capacidade instalada de produção energética eólica na Europa alcançou 3 GW em 2010.
Usinas de produção elétrica são frequentemente construídas na costa ou ao lado de um estuário, de forma que o mar possa ser usado como dissipador de calor. Um dissipador mais frio permite geração energética de forma mais eficiente, algo que é importante especialmente para usinas nucleares de alto custo de manutenção.

### Indústrias extrativistas

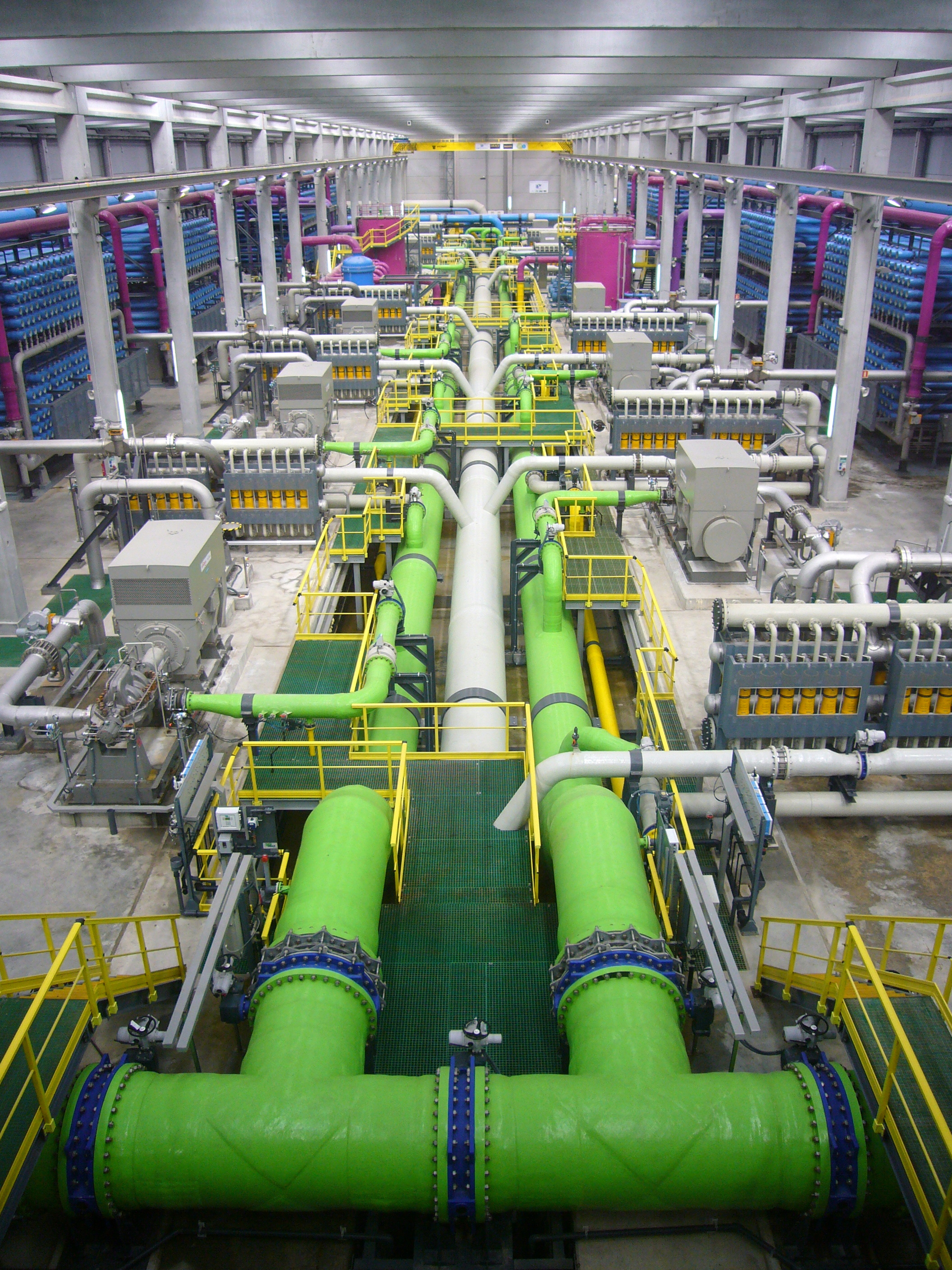
Usina de dessalinização por osmose inversa.

Existem grandes depósitos de petróleo, assim como óleo e gás natural, nas camadas rochosas abaixo do solo marítimo. As plataformas petrolíferas e perfuratrizes são os equipamentos que extraem óleo e gás e os armazenam para transporte até a terra. A perfuração de busca por óleo no mar acarreta impactos ambientais; os animais podem entrar em perturbação pelas ondas sísmicas usadas para localizar depósitos, o que pode causar até mesmo arrojamentos; além disso, substâncias tóxicas como mercúrio, chumbo e arsênio podem ser liberadas no processo e a infraestrutura pode causar danos geológicos.
O mar abriga enormes quantidades de minerais dissolvidos significativamente úteis. O mais importante deles, o sal, tem sido captado pela evaporação solar a partir de lagoas rasas desde tempos pré-históricos. O bromo, que se acumula após ser lixiviado da costa, é apanhado para fins comerciais no mar Morto, onde há ocorrência de 55 000 partes por milhão (ppm). Outros minerais da superfície do solo oceânico ou de dentro dele podem ser explorados via dragagem. Esse tipo de mineração tem vantagens sobre a de terra uma vez que os equipamentos podem ser construídos em estaleiros especializados e os custos de infraestrutura são menores. Entre as desvantagens e dificuldades, estão a possível ocorrência de problemas de operação causados por ondas e marés, a tendência de que escavações se sedimentem e o caminho possivelmente repleto de detritos. Há, ainda, risco de erosão costeira e outros tipos de dano ambiental. Depósitos de sulfeto no solo oceânico são fontes potenciais de prata, ouro, cobre, chumbo, zinco e de traços de metais somente descobertos na década de 1960. Essas áreas se formam quando água geotermicamente superaquecida é emitida por aberturas hidrotermais conhecidas como fumarolas negras; em contato com águas geladas do fundo do oceano, os minerais precipitam e se assentam em volta da abertura. Os minérios depositados nesses locais são de alta qualidade, porém muito dispendiosos para se extrair. A mineração de pequena escala no fundo do mar tem se desenvolvido proximamente à costa da Papua-Nova Guiné por meio do uso de técnicas robóticas, mas os obstáculos em meio ao desenvolvimento dessa inovação têm se mostrado desafiadores.

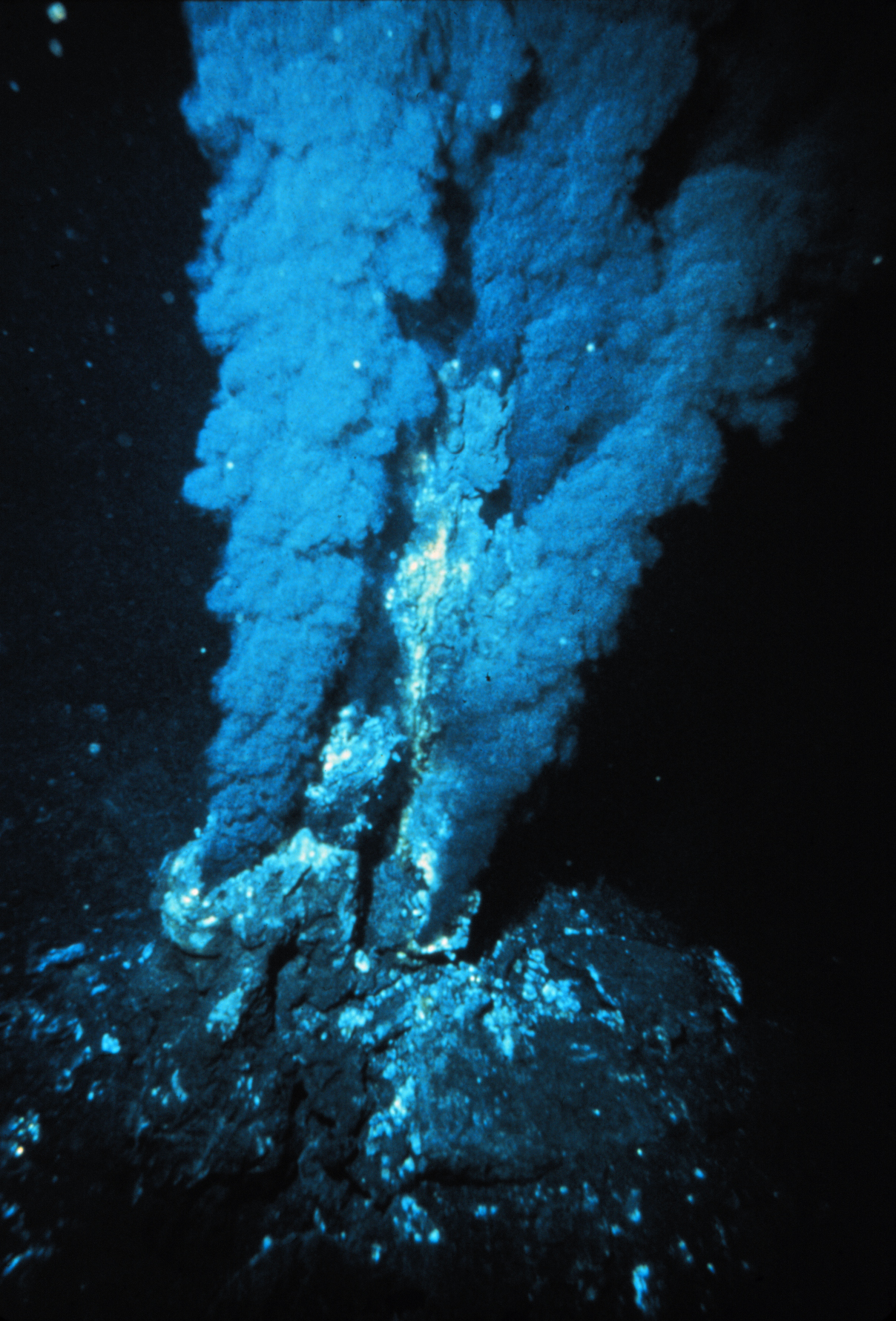
Fumarola negra a expelir sulfetos dissolvidos e outros minerais por seus jatos de água superaquecida.

A dessalinização é a técnica de remoção de sais da água marinha com o objetivo de condicioná-la ao consumo oral e à irrigação. Os dois principais métodos de processamento, destilação a vácuo e osmose reversa, usam grandes quantidades de energia. Ela é normalmente realizada somente onde a água doce proveniente de outras fontes está em falta ou onde há abundância energética. A salmoura produzida como subproduto contém alguns materiais tóxicos e por isso é retornada ao mar.
Há grandes quantidades de hidrato de metano no solo oceânico e em sedimentos marítimos numa temperatura de cerca de 2 °C (36 °F), algo de interesse como potencial fonte de energia. Estimativas inferem a quantidade disponível entre um e cinco milhões de quilômetros cúbicos (entre 0,24 e 1,2 milhões de milhas cúbicas). Também em solo oceânico, estão nódulos de manganês formados por camadas de ferro, manganês e outros hidróxidos em torno de um núcleo. No Pacífico, eles podem cobrir até trinta porcento do solo do fundo do mar. Os minerais precipitam das camadas aquáticas superiores e aumentam de quantidade de forma lenta. A extração comercial de níquel desses nódulos foi estudada na década de 1970, mas abandonada em favor da exploração de fontes mais convenientes desse recurso. Em locais adequados, diamantes podem ser recolhidos do fundo do mar com o uso de mangueiras de sucção para extrair o cascalho da terra. Em águas mais profundas, máquinas podem ser usadas para a mineração. Na Namíbia, por exemplo, são extraídos mais diamantes a partir de fontes marinhas do que pelos métodos convencionais em terra.

### Poluição
Muitas substâncias adentram o mar como resultado de atividades humanas. Produtos de combustão, por exemplo, são transportados por ar e depositados no mar por meio da precipitação. Escoamentos agriculturais, industriais e residuais, metais pesados, pesticidas, bifenilos policlorados, desinfetantes e outros compostos sintéticos podem se concentrar na superfície e em sedimentos marinhos, especialmente em lama estuarina. O resultado dessa contaminação é imprevisível em decorrência da larga quantidade de substâncias envolvidas e da falta de informação a respeito de seus efeitos biológicos. Os metais pesados de maior perigo são o cobre, chumbo, mercúrio, cádmio e zinco, que podem ser acumulados por invertebrados marinhos e então passados adiante via cadeia alimentar.
Os fertilizantes usados em terras de agricultura são uma grande fonte de poluição em algumas áreas, além das matérias de esgoto, que têm efeito similar. Os nutrientes extras fornecidos por essas fontes podem causar excessivo crescimento vegetal. O nitrogênio é frequentemente o fator limitante em sistemas marinhos, e sua adição ao mar faz com que se acentue a proliferação de algas e marés vermelhas, o que pode diminuir os níveis de oxigênio da água a um ponto capaz de matar animais. Tais eventos já criaram zonas mortas no mar Báltico e no golfo do México. A eflorescência algal também pode ser causada por cianobactérias que fazem com que mariscos que nelas filtram alimento se tornem tóxicos, colocando em perigo outros animais, como as lontras-marinhas. Instalações de produção de energia nuclear também podem causar poluição; o mar da Irlanda, por exemplo, já foi contaminado por césio-137 da antiga usina nuclear de processamento de combustível de Sellafield; incidentes nucleares podem, em algumas situações, acarretar infiltração de material radioativo no mar, como ocorreu em Fukushima em 2011.
O despejo de resíduos — incluindo o óleo, líquidos nocivos, esgoto e lixo — no mar é regido por leis internacionais. Dentro desse contexto, a Convenção de Londres de 1972 é um acordo das Nações Unidas celebrado com o intuito de controlar o despejo nos oceanos, ratificado por 89 países em 8 de junho de 2012. Já a Marpol é um acordo destinado ao trabalho para minimizar a poluição dos mares por navios. Em maio de 2013, 152 países ratificaram esse tratado.
Boa parte do lixo plástico flutuante não biodegrada, e em vez disso se desintegra ao longo do tempo, eventualmente se desfazendo ao nível molecular. Plásticos rígidos, no entanto, podem flutuar por anos. No centro do giro do Pacífico, há uma porção permanente de lixo acumulado de maioria plástica, existindo também uma similar no Atlântico. Pássaros de mar como o albatroz e o petrel costumam confundir detritos com comida, assim acumulando materiais plásticos em seus sistemas digestivos. Tartarugas e baleias também já foram encontradas com sacos plásticos e linhas de pesca em seus estômagos. Microplásticos despejados em zonas oceânicas podem afundar, colocando em perigo animais filtradores do fundo do mar.
A maior parte da poluição por óleos no mar vem de cidades e indústrias. O petróleo, em especial, é perigoso para os animais marinhos. Ele pode se acumular nas asas de aves, reduzindo o efeito isolante das penas e a flutuabilidade dos animais, ou pode ser ingerido quando eles tentam se limpar. Mamíferos marinhos são menos afetados com severidade, embora possam ficar desidratados com o acúmulo desse composto pelo corpo ou até mesmo cegos, por exemplo. Invertebrados bentônicos podem facilmente ficar atolados em petróleo e peixes podem ser envenenados. Todas essas possibilidades, sobretudo a última, podem impactar tragicamente a cadeia alimentar. A curto prazo, derrames de óleo resultam em populações de animais selvagens sendo diminuídas ou entrando em desequilíbrio, impactando o ecossistema e afetando até mesmo populações humanas. O ambiente marinho, contudo, tem propriedades de autolimpeza e bactérias naturalmente atuantes na eliminação de compostos nocivos.

### Povos indígenas do mar

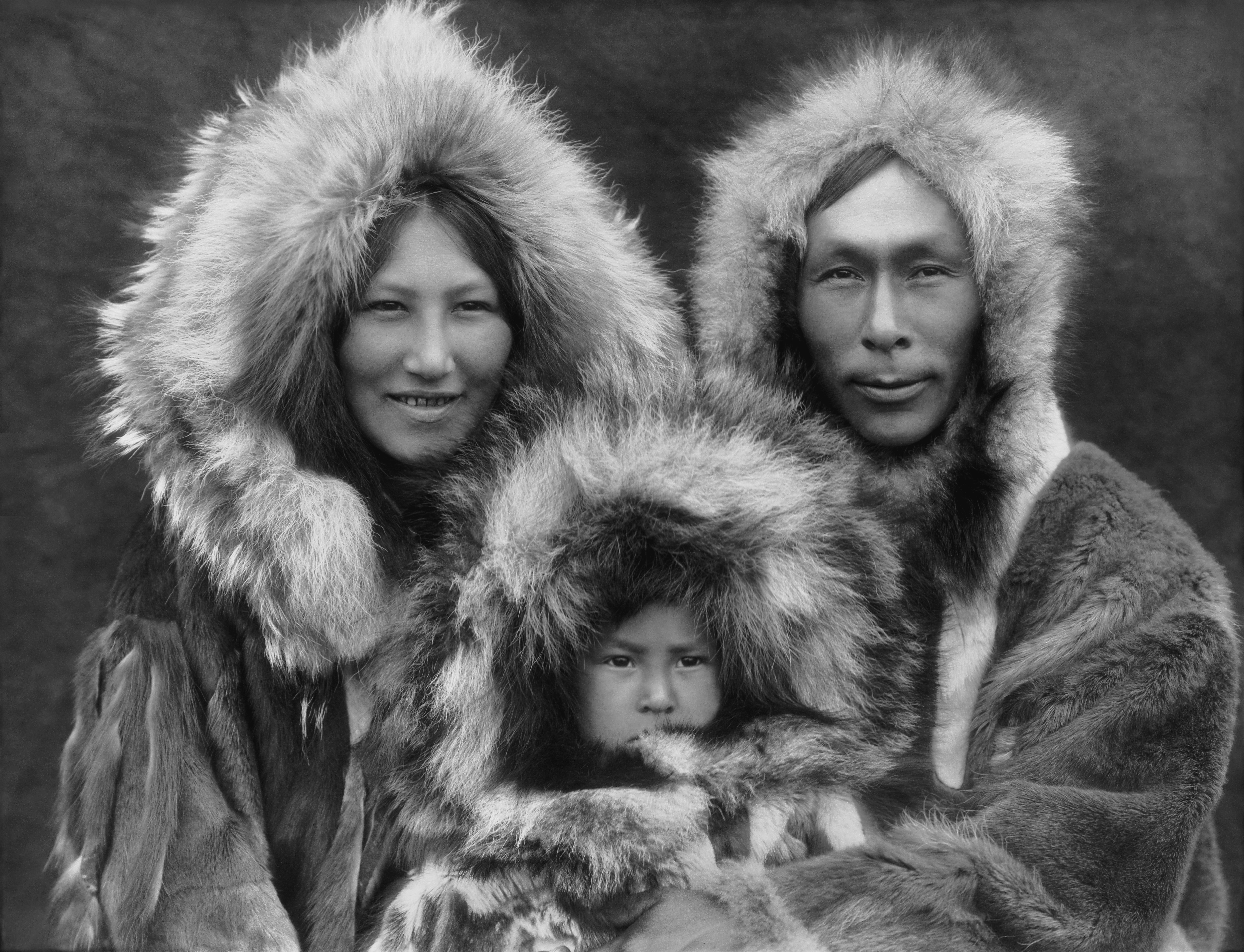
Família inupiat, povo indígena que vive na região do estreito de Bering.

Diversos grupos indígenas nômades do Sudeste Asiático vivem em barcos e obtêm quase tudo que precisam para sobrevivência a partir de recursos marítimos. Os Moken, por exemplo, vivem em áreas costeiras da Tailândia, Myanmar e em ilhas do mar de Andamão. Já os Bajau são originalmente do arquipélago de Sulu, de Mindanau do norte de Bornéu. Alguns ciganos do mar são considerados tenazes mergulhadores, capazes de alcançar profundidades de 30 m (98 pés), embora muitos deles adotem um estilo de vida estável e baseado na terra.
Povos indígenas do ártico, como os Chukchis, Inuítes e Yupik, conhecidos popularmente como esquimós, costumam caçar mamíferos marinhos como focas e baleias. Já os nativos do estreito de Torres reivindicam a propriedade da Grande Barreira de Coral. Esse povo tem uma vida insular que envolve tradicionalmente caça, pesca, horticultura e negócios com povos de terras vizinhas da Papua Nova Guiné e Austrália.

### Na cultura
O mar tem sido interpretado e representado nas culturas humanas de forma dualista, como algo tão poderoso quanto sereno ou tão perigoso quanto belo.(p10) Ele detém significativa importância em mitologias e religiões, bem como em modalidades artísticas tais quais literatura, cinema, teatro e música. Os antigos o personificavam, acreditando que ele estivesse sob o controle de alguma deidade característica. Esse corpo de água seria, em muitas das lendas, habitado por criaturas fantásticas, como o Leviatã da Bíblia, a Cila da mitologia grega, a Isonade do imaginário japonês, o Kraken da mitologia nórdica, entre outras.(206–208) O mar é especialmente comum no simbolismo cristão, dentro do qual é possível perceber, por exemplo, a importância da profissão de pescador no mar da Galileia, sobretudo entre os apóstolos de Jesus.
O mar, as formas de vida que ele abriga e as embarcações que nele navegam foram e são costumeiramente representados na arte, que se estende de desenhos primitivos simples em paredes de cavernas das imediações de Les Eyzies, na França, ao Ichthys cristão antigo, às pinturas de navios de Hendrick Cornelisz Vroom, ao ukiyo-e de Hokusai e às paisagens marítimas de Winslow Homer, por exemplo. Durante o Século de Ouro dos Países Baixos, artistas como Jan Porcellis, Hendrick Dubbels, Willem van de Velde e Ludolf Bakhuizen destacavam os mares em seus trabalhos e celebravam a Marinha Real Neerlandesa ao pico de seu poderio e façanhas.
A música também possui fortes laços com o mar. Por exemplo, eram denominados de celeumas os cânticos entoados por marinheiros com o objetivo de estimular a coordenação de tarefas árduas, como o remar. Essas canções eram geralmente curtas, sofriam forte influência da cultura musicada tradicional e tinham como temáticas comuns o movimento das águas oceânicas e as tempestades. Entre as mais famosas peças musicais clássicas que guardam forte relação com o mar, estão O Holandês Voador (1843), de Richard Wagner, e La mer (1903–05), de Claude Debussy; além de Sea Pictures (1899), de Edward Elgar, e A Sea Symphony (1903–1909), de Ralph Vaughan Williams.
Como um símbolo, o mar tem sido, por séculos, personagem e cenário na literatura, sobretudo na poesia. Algumas vezes, seu papel é de mero plano de fundo para eventos narrativos, frequentemente introduzindo temáticas como tormentas, naufrágios, batalhas, desastres, sofrimento, mortes ou ímpetos de esperança, por exemplo. No poema épico Odisseia, escrito no século XVIII a.C., Homero narra uma jornada de dez anos do herói grego Odisseu, que luta para retornar para casa viajando pelos mares e enfrentando perigos após a guerra descrita na Ilíada. O mar é, ainda, um tema recorrente nos haikus do poeta japonês do período Edo Matsuo Bashō.
Na literatura contemporânea, as histórias inspiradas no mar ganharam destaque com as novelas escritas por marinheiros, entre eles Herman Melville, Joseph Conrad e Herman Wouk. O psiquiatra Carl Jung argumentava que, na interpretação dos sonhos, o mar simbolizaria o inconsciente individual e o coletivo. Embora a origem da vida na Terra ainda seja assunto de disputas teóricas, a naturalista Rachel Carson declara no seu livro The Sea Around Us (1951): "(...) é uma situação curiosa que o mar, a partir do qual a vida primeiramente surgiu, deva agora estar ameaçado pelas atividades de uma das formas dessa vida. Mas o mar, embora mudado de uma maneira sinistra, continuará a existir: a ameaça é, em verdade, contra a própria vida".